# 膠州灣事件
膠州灣事件（或稱膠澳事件）是指1897年11月14日德國以「曹州教案」為藉口出兵佔領大清膠州灣之事件，其後亦逼迫清政府於1898年3月6日簽署《膠澳租借條約》，將該地租予德國99年，是為「膠州保護領」。
普魯士在統一德意志各國前便有在遠東取得港灣或島嶼作為商業或軍事據點的需求，而統一後歷經首相奧托·馮·俾斯麥的「大陸政策」到威廉二世的「世界政策」，該需求上升至國家戰略目標。1894年清日之間發生「甲午戰爭」，德國藉機聯合俄、法對日本施壓放棄佔領遼東半島，以此向大清索要租借港灣為報酬，但遭後者拒絕，其後德國透過清駐德公使和其駐清公使多次談判，一邊就多方因素衡量、選擇適宜據點，最終決定以武力佔領。
1897年11月1日，山東曹州巨野發生德國傳教士遭殺害，是為「曹州教案」。德方以此為藉口派遣「東亞分艦隊」於11月14日至膠州灣，其司令棣德利以遊歷為由欺騙當地守將章高元。翌日清晨，德軍登陸控制膠州灣各重點地區，要求章於三小時內率部撤離膠州灣，後者向上級山東巡撫李秉衡與北洋大臣王文韶請示，李主張堅決抵抗，並請求軍機處調撥軍隊赴膠州灣，王則僅要章部據守青島附近「不動不戰」。11月20日，德國駐清公使海靖提出有關「巨野教案」賠償內容，清政府則要求其先撤兵才談判。其後，清政府獲悉由威廉二世之弟海因里希親王率領的增援艦隊正趕赴膠州灣，因懼怕戰爭爆發而於11月30日命令章部退出膠州灣。1898年3月6日，李鴻章、翁同龢與海靖簽訂《膠澳租借條約》，劃定「膠澳租借地」予德國租借99年。
「膠州灣事件」對大清造成巨大的衝擊與深遠的影響，包括：清政府官員與維新派人士憂慮國家前途、民族主義勃發，為日後變法運動打下基礎；德國透過膠澳干涉山東事務日深，教會勢力逐漸凌駕於當地地方官府之上，民教衝突越演越烈，成為日後義和團運動的核心地區；英、俄、法、日等列強以「膠州灣事件」為始，對大清進行第二次瓜分；清德關係轉折，其正面形象一落千丈，出現此前未曾有過的仇德情緒，也成為清朝近代對德國乃至國際外交走向近代化、重新認識的契機。另一方面，對德國而言，「膠州灣事件」也大大提高了其作為列強的地位，該地也成為德國干涉清朝內政、攫取在華利益的基地。在德國大力建設下，至1914年膠澳首府青島已自原本的小漁村發展為高度現代化的東亞大陸第六大城市，也是「東亞分艦隊」的母港。1914年8月，第一次世界大戰爆發，日本對德宣戰、發起青島戰役佔領膠澳，並在戰後巴黎和會繼承德國原有的權益，直到1922年中華民國才透過華盛頓會議將膠澳主權收回。

## 背景

### 早期德國對華殖民政策

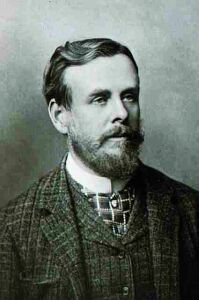
德國地質學家費迪南·馮·李希霍芬對考察山東的報告為日後膠州灣佔領行動促成相當的影響。

德國對謀求中國據點的興趣可追溯至1860年代，當時普魯士王國無論是前往中國的遠征隊、海軍官員乃至普通商人都曾鼓吹佔領中國沿海港灣或島嶼作為海軍據點或殖民地。1860年代，攝政王威廉親王便曾向前往中日簽訂通商條約的使節弗里德里希·楚·艾林波指示在太平洋或在南美洲找尋一個據點建為普魯士的殖民地，然而取得殖民地一事因中德談判困難而未能詳談。當時普魯士海軍總司令阿德博爾特親王認為通商條約若缺少海外據點將不具實際意義，因此建議威廉親王佔領台灣，但首相奥托·冯·俾斯麦以當前應準備統一戰爭為由斷然否決。事後普魯士海軍仍兩度派遣「瞪羚号」護衛艦前往台灣收集情報，也有數名普魯士商人向政府提交備忘錄宣稱「台灣與海南島僅是名義上屬於中國，若這些島嶼歸德國所有，他們即可在短時間使德國在東亞具有舉世皆知的威力」。同年，德人傅立特也於一著作鼓吹在台灣建立普魯士政權的迫切需要以及計畫，且最好也一併佔領廈門，使其成為「德國的澳門或香港」。駐日領事马克斯·冯·巴兰德則反對佔領台灣，認為從政治、軍事和衛生方面「完全不適宜」建設海軍據點，艾林波也報告台灣氣候不適，加之有引起列強干預的可能而同樣反對。
除台灣外，舟山群島也是普魯士候選目標之一。1840年代，普魯士在華業務代表腓特烈·威廉·格魯柏（Friedrich Wihelm Grube）即曾建議政府奪取舟山群島，而於1868年至1872年七度來華考察的地質學家費迪南·馮·李希霍芬也在1869與1871年間兩度上書俾斯麥，建議「在東亞獲得固定的據點對繼續增長的德國商業和航行利益是必要的，德國在華的商業與航運利益也需要發展海軍來保護，一有戰事商船和軍艦也有避難所和加油站，這些皆使德國急需在東亞獲得據點，寧早勿遲。」，而舟山群島作為長江出海口，為中國最佳的良港，位置上可控制寧波、打狗、基隆、上海等通商口岸，並居中國南北和日本海上交通之樞紐，孤立於上海也使其不受大陸的動亂影響。李希霍芬認為可以在當前中國內憂外患時找藉口佔領，事後稍微以金錢補償即可永遠歸屬普魯士而不致危害兩國友誼。除了舟山外，李希霍芬於1869年3月第三次旅行中注意到山東盛產的煤炭資源，並從地圖上發現膠州灣，認為該地擁有豐富天然資源、大量廉價勞動力、位置優越，是極佳的軍港和商業港口，主張應修築經過濟南至北京和河南的鐵路，方能控制山東乃至整個華北的資源和傾銷外國商品。儘管李希霍芬本人從未到過膠州灣，但仍在著作中發表對膠州灣「未來重要性」的猜想，稱其為「山東全省第一要地，經我德國佔領，即可握山東全省之利權，若我能立定根本計畫，著著實行，則不但可得山東之利權，且可操中國全國之死活權，而朝鮮又為我囊中物，即他國在華之權利，亦降歸我有矣……」，李希霍芬的主張對於日後德國政府選擇膠州灣作為據點起到重要的影響。
俾斯麥對於1870年4月2日指示駐華公使李福斯（Guido von Rehfues）與中國政府談判，於中國海岸中心點或附近島嶼以出賣或租借的形式取得據點，但李福斯知道此事不可能透過談判達成，若使用武力又為北德同盟所不願，終將徒勞無功又損及兩國關係，因此未向總理衙門提及，反而建議德國政府於廈門附近的鼓浪嶼秘密設立野戰病院和海軍倉庫：「用這種方法，可能在短時期著手於所希望的居留地並預計在引起中國政府注意到這件事以前，已經可以得到結果。那些以後也許和地方官廳必要的談判可由領事去主持，如有需要，北京公使館才加入對此事的決定」。然而1870年普法戰爭爆發，在華據點問題再度被擱置。

### 德國在華據點需求遽增
1871年德國統一後，國力大幅增長，工商業發展迅速、積極尋求向外發展的機會，因而其在華商人更為熱切地遊說政府取得當地據點。時任首相俾斯麥對殖民事務不感興趣，其「大陸政策」為盡可能與歐洲國家保持良好關係以孤立對德復仇心盛的法國，並曾道：「只要我還是帝國首相，我們就不會奉行殖民政策。」究其原因，德國崛起較其他殖民列強晚得多，後者早已完成了世界的初步瓜分，德國參與必將觸及他國利益，而海外作戰能力有限的德國不僅無法取得殖民利益，還可能導致本國在歐洲遭到列強圍攻，屆時海外殖民地也將輕易變成「法國人的戰利品」。俾斯麥還認為「殖民地所能帶來巨大的商業利益」一說純屬幻想，從英法的經驗來看，建立與維持殖民地的成本遠高於其所能帶來的利益。基於上述，俾斯麥極力避免德國捲入當前多國列強在華形成均勢、日後可能引起矛盾的複雜局面，採取相對保守的對華政策，而這也使德國的在華形象相對正面、積極，兩國外交關係也以良性發展。
1888年，威廉二世即位德意志皇帝，其與俾斯麥就外交乃至整體國家戰略多有衝突，後者因此於1890年辭職退休，威廉二世自此轉而推動追求世界霸權的「世界政策」，在中國沿海取得一據點也因若干原因成了當務之急的議題，包括：
1. 自1880年後經濟民族主義理論開始流行全球，世界各主要工業化國家紛紛成立關稅壁壘，海外商業競爭更尤其激烈，但因為德國殖民地事業起步過晚，雖對華貿易量逐年增加，卻因為沒有當地據點而限制了商業發展。
2. 德國位處歐陸中央、強敵環伺，1887年「三帝同盟」解體、1892年法俄結為同盟，使歐陸局勢緊張，德國欲使俄國將目光轉向遠東並建立合作空間，認為德國在遠東兩大列強——英俄之間取得在華殖民地可對後兩者起平衡緩衝的效果，為其所默許，既可聯俄制英、亦能離間法俄。
3. 威廉二世是一位海權主義者，其熟讀美國海軍學者阿爾弗雷德·賽耶·馬漢的著作，深信海軍為國家利益主要維護者、若無強大的海軍德國將無法成為真正的大國，進而追求海軍的擴張，取得海軍海外基地便成為當務之急，如經常派任遠東的德國「東亞分艦隊」即缺乏海外據點。與風帆時代不同，蒸氣輪機船艦的速度比風力推進者的更快、動力更為穩定，但必須仰賴定期和可靠的煤炭供應，舊式的風帆護衛艦可以在船上裝載備用的纜繩與桅杆，在海上就能進行必要的維護工作，但蒸汽輪機軍艦鍋爐會生鏽、螺旋槳軸會斷裂，需要持續維護和隨時可用的維修設施。對於只在本國基爾或威廉港附近水域巡弋的主力艦隊而言尚不致困難，但東亞分艦隊因缺乏基地，只能依靠英國（香港）、中國（上海）或日本（長崎）設施提供技術和後勤支援，也常遭到拒絕或突然取消預訂的情況[28][29]。
4. 威廉二世個人對亞洲民族抱有「黃禍」的種族偏見，深信日本人為第二次黃禍，唯恐再度受到黃種人的攻擊（Eingriffe der großen gelben Rasse），一再要求身為表弟的俄羅斯皇太子尼古拉二世和他共同肩負保衛歐洲文化和基督教文化之責任，因此在遠東必須擁有能用於聯合歐洲對抗亞洲的根據地。類似觀點的還有海軍大臣腓特烈·馮·霍爾曼（德语：Friedrich von Hollmann），其指出：「我們不能只滿足於保護商業和航行免遭歐洲列強的危害，我們還必須強而有力地與中國和日本對抗，這一點只有我們在那裡站穩了腳跟才能作到。」
5. 得到港口可提高德國在遠東的聲望，也抬高德國和德國人在此一地區與之接觸者眼中的地位。德國海軍將領阿爾弗雷德·馮·鐵必制認為，在中國建立德國海軍據點除了能帶來經濟、政治和軍事上的意義外，亦能提昇德國文化在國外的地位、強化德國文化的凝聚力、增強德人對自己家鄉的自豪感，鐵必制稱在遠東「英國勢力範圍內的不少德國人一定程度上自願轉入英國的陣營，使原先在當地佔據大部分經濟或工業的德國勢力被逐漸排擠出去」，「數百萬移居他鄉的德意志人，從內心到外表逐漸與我們疏遠了，這會使我們未來最壞的敵人佔盡便宜。」鐵必制期望在中國取得的新據點將帶來不僅是政治和軍事意義，亦能在經濟和民族文化上有所貢獻，將德國自身發展為「世界性工商國家」。外交大臣伯恩哈德·馮·比洛稱：「從一般的政治觀點來考慮，有必要再次指出，法國已牢牢佔據著東京，英國已經佔有香港很長時間，俄羅斯則擁有黑龍江地區，甚至西班牙、葡萄牙和荷蘭也擁有自己的領土很多年了。既然所有這些強國都在東亞擁有對已大有裨益的港口，德國也必須做出同樣的事情，否則在這一地區仍舊只能處於二三流強國的地位。[30]」
6. 德國對山東省的天主教會採取了保護態度，擁有一個港口能使這一政策更能有效實施，不過這一點在發生「巨野教案」前並未被明確提出來[30]。

### 選址之爭
|          | 海軍大臣霍爾曼          | 海軍總司令克諾爾 | 外交大臣馬沙爾 首相霍恩洛厄 |
| -------- | ----------------------- | ---------------- | --------------------------- |
| 舟山群島 | 同意                    | 同意             | 反對 與英衝突               |
| 廈門     | 同意                    | 反對 地理條件    | 反對 多國衝突、地理條件     |
| 膠州灣   | 反對 地理條件           | 反對 地理條件    | 中立                        |
| 臺灣     | 不明                    | 不明             | 反對 對日法衝突 地理條件    |
| 威海衛   | 反對 與日衝突、地理條件 | 反對 地理條件    | 反對 對日衝突               |
| 三沙灣   | 不明                    | 不明             | 同意                        |
| 金門     | 反對 地理條件           | 反對 地理條件    | 同意                        |

1894年中日甲午戰爭爆發，德國雖對外宣佈中立，但其朝野視此為在中國沿海獲得基地的良機，而至於選擇佔領何處、以何種方式佔領，威廉二世、首相、外交署、海軍、駐華公使、海關官員、地理學家和軍事工程專家意見不一，此一「選港之爭」長達三年之久。德國駐華公使紳珂於戰爭爆發同年11月23日密電首相霍恩洛厄親王：「假使因中日衝突，引起各國要在中國取得領土，為德國計，亦可利用機會為它的重要商業利益取得一基地」，並建議目標地為膠州灣或澎湖列島。威廉二世最初傾向佔領台灣，還曾在甲午戰爭期間拒絕中國的調停請求以向日本示好，為的是換取後者對其取得在華據點的支持，但日本對台灣懷有野心，斷然拒絕德國的要求，有鑑於此，德國轉而幫助中國（見下節），企圖以此向其示好，取得在華據點。1895年3月，在威廉二世的催促下，德國外交署函請海軍部列出適於作為其據點的地名表，海軍大臣霍爾曼於4月17日的備忘錄中列出對此幾項原則：從新加坡到函館間的南北兩處基地、位於主要商業航道上、具商業發展潛力以及不得與其他列強勢力範圍過近，隨後他提出三組候選地：一、舟山群島與廈門；二、膠州灣與大鵬灣；三、朝鮮莞島與澎湖群島。
舟山與廈門的組合為霍爾曼最中意者，認為其各自位於經濟高度重要、發展程度較高地區（揚子江下游與廣東）之入口，外交署基於舟山已在1846年中國與英國簽署的條約中成為後者勢力範圍而反對。廈門則雖有「東亞分艦隊」司令保羅·霍夫曼少將的支持，認為該地符合作為艦隊基地的所有條件，也是除了香港以外唯一能保護各種吃水量船隻的海港，但外交署與海軍總司令愛德華·馮·克諾爾上將均反對，巴蘭德指出廈門關稅佔中國海關總收入相當的比重，且當前已充作外債之抵押，若德國強行佔領勢必引起列強多國干涉，克諾爾也認為廈門地理上缺乏發展貿易的腹地，其作為通商口岸若加以佔領也將嚴重妨礙港內的自由通商。膠州灣則在霍爾曼的報告中指出冬季有三個月（12月至3月）的冰封期且過大、過淺、缺少必要的防衛措施、位置太偏北、太遠離主要貿易線，霍夫曼斷言其毫無用處，大鵬灣則過於接近英屬香港，也位於颱風的主要路線上。朝鮮莞島地理上必遭到日俄激烈反對，澎湖群島則缺乏良港、在沒有台灣的條件下價值有限、後來也被割讓給日本而直接被放棄。
除了霍爾曼提供的六處地點外，德國還考慮過三個地點——威海衛、三沙灣和金門。1895年8月底，受「古田教案」中《新普魯士報》報導英國擬派遣軍艦至中國各口岸與舟山群島示威、俄國也準備採取類似行動的影響，威廉二世不願落於人後，準備基於同樣目的派船到威海衛，並為此特地從俄皇尼古拉二世處取得了書面協議保證，但外交大臣阿道夫·馬沙爾·馮·比伯斯坦反對，認為威海衛面積過大，霍恩洛厄也認為當前該地已在日本控制之下，若逼其放棄所佔領之據點改由德國接手，必遭其憎恨，甚至是中日聯合反德，海軍總司令部也認為威海衛位置過於偏北而反對。三沙灣則是由霍夫曼提出，其所考量的是其戰略而非商業重要性，他認為三沙灣的中國人少，且尚無有價值的本地商業，認為中國或許更為情願割讓此一港口。金門則是在戰爭期間於山東與廣東汕頭兖州發生教案，外交署一度考慮藉此機會佔領的地點，然而金門腹地過小、位置上又受制於廈門，不被海軍所接受。馬沙爾最後得出結論說：從政治上看，只有膠州灣值得考慮。然而海軍部堅決主張佔領舟山群島，並視膠州灣為不可行的選擇，克諾爾與威廉二世甚至一度考慮過對英戰爭的可能性。由於意見不一，在華據點的問題在1895年至1896年一度被停止考慮。威廉二世對事態發展很不滿意，要求選擇一個地點做出最終的決定。1896年5月，鐵必制接替霍夫曼被任命為「東亞分艦隊」司令，奉命立刻前往中國沿海進行考察工作。7月4日，克諾爾命令鐵必制調查廈門、金門、三沙和舟山群島，而膠州則不在考慮範圍內。

### 膠州灣成為德國首選

阿爾弗雷德·馮·鐵必制，於1896年5月接替霍夫曼任「東亞分艦隊」司令，其考察報告重新確立了膠州灣的優越性。

鐵必制對膠州灣饒富興趣，認為具氣候良好、與煤礦相鄰、可與內地貿易、冬季不封港和尚不屬於列強等優點，但與新任北京公使海靖的會面中，聽聞「膠州灣早已被中國劃給俄國」。鐵必制對此說存疑，認為俄國早在朝鮮和遼東半島即有足夠地方，決定調查更多候選地。8月13日至14日，鐵必制至膠州灣調查，後又陸續訪問幾處候補地，但皆不滿意，如其認為舟山難以防守、偏離主貿易線（大多商船直接繞過該島，前往上海）、英國反對等而淘汰，廈門重要性則無原預想高、內地貿易機會小、難以防禦，三沙灣則被高山圍繞，騾馬隊伍難以穿越，幾乎不可能與內地貿易、難以設防、港灣狹窄，還有危險海流。
8月19日，海靖詢問俄國公使喀希尼俄國對膠州灣的態度，後者回覆「膠州灣已被中國官方許給我們作為過冬港口」。海靖在沒有核實的情況下就通知鐵必制膠州灣已不可考慮，後又將其對膠州灣的興趣與喀希尼的會談撰寫為報告，還加入他聽聞大連港並非不凍港，且俄艦去年就曾在膠州灣過冬、認定該灣已成其勢力範圍等意見，於8月22日將其發回柏林。鐵必制收到海靖信件後，以其軍事科學知識判斷該港對俄國並無價值，因此於9月13日至21日訪問海參威以確認俄方對膠州灣的態度。在宴會上，鐵必制與俄東亞海軍司令葉夫根尼·伊萬諾維奇·阿列克謝耶夫上將談論德國不知應選擇遠東何處的問題，阿列克謝耶夫先是提出舟山，鐵必制答稱可能招致第三者的反對。阿列克謝耶夫再提出廈門，鐵必制則指當地僅有中等價值。阿列克謝耶夫隨後又提出膠州，鐵必制稱膠州「冰凍、港灣不好、花費大且完全沒有貿易」，阿列克謝耶夫則勸鐵必制應親自去了解該港的價值。鐵必制認定喀希尼所言並非正確，於9月5日向本國發出膠州灣的詳細報告，內容以李希霍芬的著作為基礎，加上實地考察，具相當的權威性，報告中詳述膠州灣航運與軍事方面的優點，並強調該地整年都不會結凍（僅會形成海面薄薄的軟冰層，不妨礙停泊），還認為發展為優良海港可行性高，最後還述及中國當地軍事防務薄弱，並附上佔領該區域的戰略計畫，其詳細而具體以至於日後德國佔領後採取的行動與殖民經營方針基本是按照該計畫進行：
1. 佔據外圍半島，用東亞分艦隊的軍艦驅逐中國軍隊，然後盡可能地逐漸向內地擴展。
2. 增派1600名士兵和一個連的海軍炮兵部隊補充海軍兵力或者更確切地補充駐防部隊，對中國軍隊現有的工事加以臨時修整。以原有兵營為駐地。開放全部膠澳租借地為自由港，或者規定很低的關稅率，在陰島建立船舶碼頭。徹底檢修船塢與海港設施，鋪設通往濰縣或濟南府的鐵路，這些工作無論怎樣都是值得做的，即使我們不能事先就開始行動。……建造一個儲煤庫和一個較小一點的海軍倉庫。
3. 一旦該地區在商貿方面有明顯的起色，我們就可以用舊的大炮材料來改善船塢設施和臨時的海軍和陸地防禦工事了。
4. 根據該地方的商貿發展和軍事意義增長程度進行擴建。
5. 駐軍總需求量為6,000名士兵。儘管在經營膠州灣時肯定會有一個逐漸發展的過程和與之相應的逐漸增加開支情況，但我堅信，整個行動並不缺乏某種特定的系統和某種程度的偉大性。

10月，海靖與鐵必制的報告先後送達柏林，造成局勢相當之混亂，此時海軍霍爾曼主張廈門、克諾爾為舟山，而威廉二世要求克諾爾代表海軍總司令部表態其立場，後者找上時任中國海關稅務司德璀琳，與威廉二世三人於11月3日再度會談，德璀琳證實鐵必制所言，稱膠州灣具備以下優點：一、位置優越，可控制山東，也足以制衡整個華北的進出口貨物；二、距離揚子江不遠，有利於船塢和碼頭的設置；三、內地資源豐富，其煤、鐵礦產足資開發；四、已有基礎交通建設，其餘部份亦容易加以修築，適宜將其建為通往北京的鐵路線終點；五、在體質與智力方面，這一地區的居民是全中國最優秀的；六、氣候適合歐洲人居住；七、土地富含軟土，只要將黃河中大量泥沙土運至北直隸灣內，即容易挖掘港內淤泥至足夠深度。德璀琳也斷定中國雖讓俄國艦隊停泊膠州灣過冬，但絕無租借給俄國。在鐵必制的報告與德璀琳證詞影響下，德方逐漸整合將佔領首選地設為膠州灣的意見。11月5日，克諾爾宣佈放棄長期堅持反對佔領膠州灣的立場。至此，外交署仍主張選擇三沙灣，但該地被認為僅充作海軍基地而無經濟潛力，海軍拒不接受，外交署堅持奪取該地不會引起國際衝突，當前應以軍事價值即滿足，待時機成熟再尋求其他據點，但威廉二世不接受。11月8日，克諾爾提交報告，稱廈門與膠州灣同為首選地點，並重申各自的優點與反對意見，稱自己更傾向膠州灣，但也支持「在晚些時候奪取廈門」。根據這份報告，威廉二世命令海軍總司令部制定膠州灣的佔領計畫。克諾爾於1896年12月起草方案，準備從巡洋艦分艦隊抽調人員組成海軍步兵旅實施佔領。12月15日，海軍總司令部提交佔領計劃草案給威廉二世，其結論稱佔領膠州灣容易實施且沒有危險，因為當地不存在「真正的防禦工事」。

### 從談判到決定武力佔領

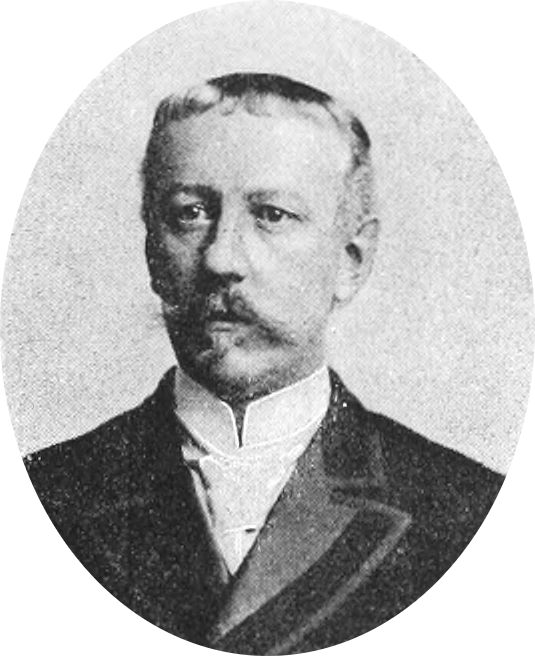
海靖男爵，為負責尋找軍事行動藉口的新任德國駐華公使。由於中國清楚德國意圖，交往相當謹慎。

德方的「選址之爭」尚未結束，中國便於1895年3月在甲午戰爭中敗於日本，德國唯恐中國將淪為日本的保護國，危害其在華利益，且和談中亦有藉此取得港口之機會，故決定介入。中方議和代表李鴻章也在赴日前向紳珂表達希望德國進行「機密的斡旋」，使日本不要提出過高條件，德國政府獲悉後即令駐日公使緋力克斯·馮·哥屈米德發出秘密照會日本政府，要求其盡快講和並減輕條件。隨後，德國又聯合認為日本將威脅到自身在華利益的俄國，以及評估與德俄一同有助於其在華勢力擴張的法國。4月17日，中日簽署《馬關條約》和約當天，馬沙爾指示駐日公使，警告日本放棄佔領遼東半島，不久法俄也提出類似照會，是為「三國干涉還遼」，日本因而被迫放棄遼東半島。干涉事件後，中德關係表面和睦，但因德國在干涉後期談及台灣割讓、中日借款和戰後撤出遼東半島等問題上偏袒日本，中方認為德國僅是機會主義而無援華誠意，德國則自認干涉有功，要求於天津與漢口建立租界。中方見尚需其支持才能從日本收回遼南，因此於10月3日與30日分別簽署漢口與天津兩租界合約。然而德國試圖繼續索要港灣據點，包括馬沙爾向訪問德國的李鴻章、馬沙爾與駐聖彼得堡公使胡戈·馮·拉杜林向清駐德公使許景澄、駐北京公使紳科與其替任者海靖向總理各國事務衙門、前駐華公使巴蘭德與津海關稅務司德璀琳向李鴻章等多次提議，但皆無所獲。
除了和平談判外，威廉二世還曾於1896年11月27日要求首相準備直接奪取廈門，後者於11月29日起草計畫。威廉二世採取此行動有兩種說法，一是稱其受到拉杜林的意見所刺激，認為行動時刻已到來，選擇廈門則是源自11月22日，當時德國政府曾去電詢問海靖是否就選址方面與鐵必制達成共識？而海靖卻在實際上沒與後者達成協議的情況下簡短了回答道：「是的，是廈門。」另一說則稱威廉二世在11月接見剛卸任回國的兩位駐華海軍司令（未提及姓名），後兩者均建議政府應立即佔領廈門，等佔領後再與中國政府談判，且英國早已將廈門視為德國勢力範圍，當地經商的英國人都屢次向他們表示「歡迎在不久的將來能受到德國的保護」，且德國軍艦每逢抵達廈門，英國艦隊總是立刻離開。擬定計劃後，威廉二世立即與霍恩洛厄論及奪佔廈門的行動，海軍總司令部也命令鐵必制駐留廈門。11月29日，霍恩洛厄提交一份由參事克林德撰寫的報告給威廉二世，指出佔領廈門將遭遇諸多問題，威廉二世因而放棄廈門，也初步贊成佔領膠州灣，便派遣工程師喬治·佛朗求斯專程去東亞調查該地。廈門方案發展期間海靖報告亦送抵德國，其指出中國新任命駐德公使為有利良機，中國駐倫敦的大使黃遵憲原預計派往柏林，但其被認為有貪污行為而受英國抵制，中方便改派許景澄，此舉被海靖視為中國對德妥協與順從的信號，認為可再提出租借港灣的要求，然而李鴻章再度拒絕。威廉二世聞訊後極為惱火，馬沙爾建議收到調查報告後再次提出割讓要求，但威廉二世批示：「不，經過這樣的一個拒絕後這將是個恥辱，那是最後一次。」馬沙爾再提若無法達到所預期的目的，則將派出軍艦佔領一個合適的地點，製造一個既成的事實，威廉二世則對此批示：「是，立刻的。」
值得一提的是，原極力推薦膠州灣的鐵必制其後反而變成其主張的反對者，並一度影響政府出兵的決策。1896年12月6日，鐵必制根據自《華北日報》報導「中國已同意租借膠州給俄國」推翻了自己以往的主張，建議海軍重新選址，重提了舟山、廈門、三沙灣和膠州的條件，並認為海軍應放棄上述地點、改尋找長江流域的據點，甚至還開始質疑建立東亞據點的價值，他警告柏林「像德國這樣的小型海軍列強」沒可能在中國或歐洲反對下獲得並維持一處基地，且德國欠缺足以說服他國在東亞實施重大海軍行動的經濟與戰略理由。鐵必制這份報告動搖了德國海軍對中國據點的追求，威廉二世與克諾爾皆停下了奪取膠州的計畫，前者於1897年初將鐵必制召回柏林，取代霍爾曼海軍大臣的職務，命其發展德國的戰艦艦隊。1897年2月初，佛朗求斯抵達中國，經充分考察膠州灣、三沙灣與廈門等候補地點後，於5月5日送達柏林的報告中力陳膠州灣是中國沿海作為港口的最佳地點，從技術面上肯定其價值，也淡化了鐵必制的影響。7月6日，海靖與新任東亞分艦隊司令棣德利少將向李鴻章再度索求在華據點，後者則回覆中國打算在膠州灣建立自己的海軍設施，並堅決否認在膠州灣問題上給了俄國任何主權權利。棣德利確信中方不會將港口給予德國，認為有採取強硬行動的必要，建議柏林應搶在英法對中國採取行動、導致其崩潰前取得，他還重申膠州灣是唯一可行的選擇，稱鐵必制所謂「長江流域某處」必與英國發生衝突。棣德利判斷行動可能引發國際糾紛而需謹慎行事，但認為此時俄國更傾向在中國東北發展以保護西伯利亞鐵路、英國將因膠州灣變成英俄勢力間的緩衝區而不反對、法國則專心發展中國南方而不關注。至於行動導火線，棣德利認為考量到歐洲列強在中國實行的帝國主義統治，必須是中國政府或個別平民對德國國民或戰略利益犯下暴力罪行這類理由才能採取行動。與此同時，棣德利的報告也令準備向議會提交造艦法案《艦隊法》的鐵必制擔憂，認為若在中國實施任何冒險行動而出現傷亡時，將使德國公眾輿論和議會反對該法案、抱怨其計畫為德國帶來「最大的麻煩」。

## 佈署

### 膠澳防務

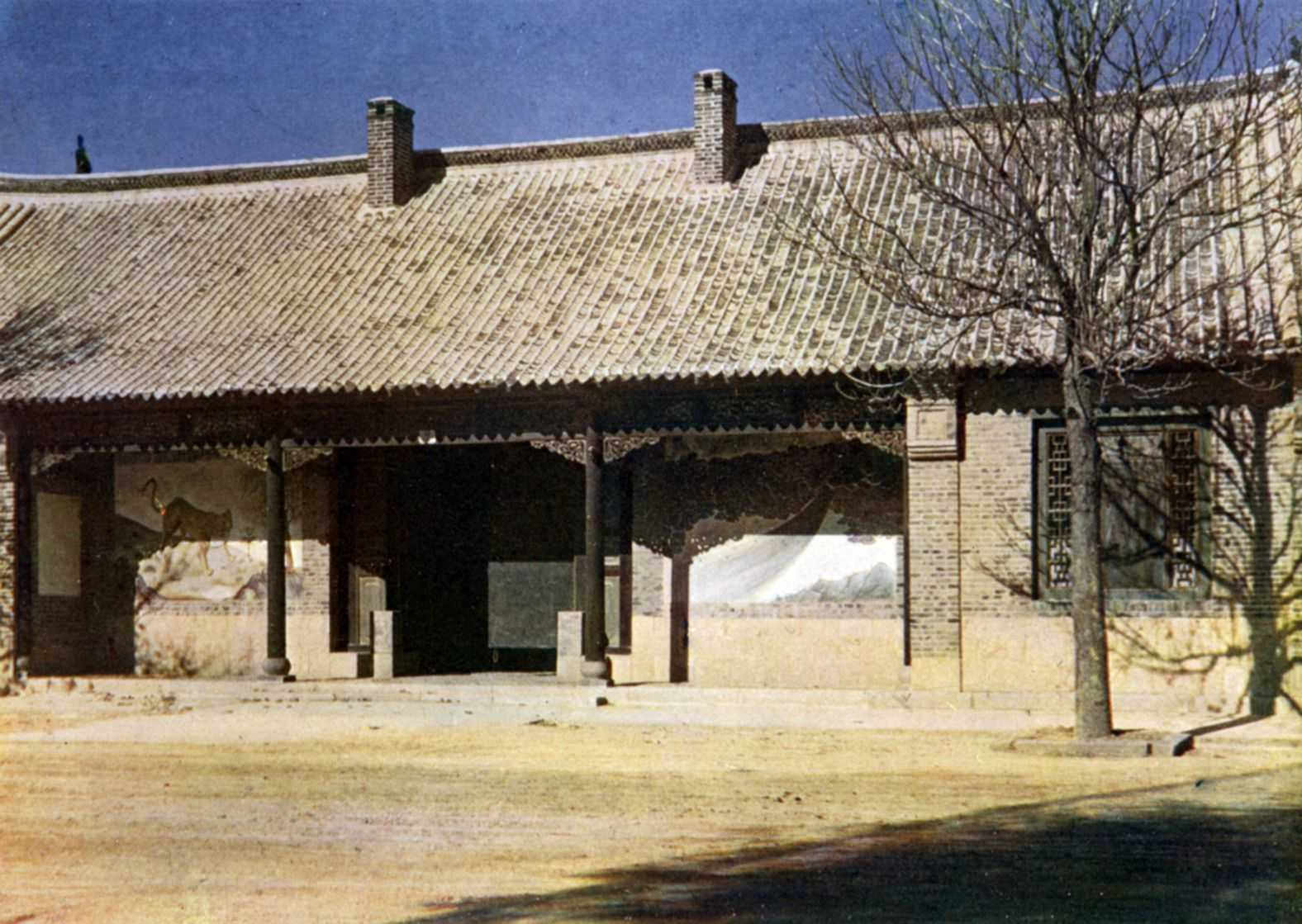
總兵衙門，由章高元移防膠州灣後建造，為德軍入侵前青島的軍政中心，後由德軍作為臨時膠澳總督府所使用。

膠州灣位於山東半島南側，面臨黃海，港闊水深，為大沽河、小沽河、南膠萊河匯流入海，外部則為群山環抱，港口僅寬三四里，易於防守。早在晉朝膠州灣便是北方與南亞和東南亞交通往來重要的中繼點，而到了明朝則開始設有靈山衛與鰲山衛等軍事工事，明中葉後則以防衛倭寇之亂駐有大量兵員，而自1870年以來膠州灣屢次有列強軍艦前來游弋、查探形勢和測繪地圖，中方戰爭時法國亦曾「屢次聲言將由膠州進圖北犯」。1886年3月，正負責籌備海軍海防建設的李鴻章見膠州灣地勢扼要，派遣魚雷營道劉含芳前往當地視察，後者認為膠州灣偏移外海，灣內「能停泊大艦之處，僅此青島」，因此作為海軍基地不如威海和旅順地理位置理想，且若要建設膠州灣為海軍基地（屯埠）需要大量經費，當時財政緊張而不得在此花費，但劉含芳也同意膠州灣對海防的重要性，建議為防止外人佔領應在此設防。
1886年5月，許景澄上奏《條陳海軍應辦事宜折》，主張將膠州灣建為海軍基地。7月，山西道監察御史朱一新亦上奏《敬陳海軍事宜疏》，稱膠州灣比旅順和威海衛的戰略地位還重要，提出應在此設置海軍基地、修築炮台、船塢與駐屯軍艦，作為北洋海軍駐軍地點。許朱兩份奏折先後被慈禧太后轉交給海軍衙門議奏，後李鴻章於6月12日電令水師統領丁汝昌與英籍顧問總兵琅威理前往詳細調查膠州灣。事後琅威理認為膠州灣確實地勢險要，稱「膠州灣地利所在必爭，若我不先置守，誠恐海上有警，被人佔據，雖北竄之路尚遠，而肘腋之患頗長。」，並對該如何設置基地提出詳細的計畫，包括需要的炮台、大炮、魚雷、船塢、軍械的數量皆有所述，還繪製了地圖。
然而李鴻章傾向劉含芳的看法，對於膠州灣僅作有限的防務，他在7月15日的奏文中斥責朱一新對在旅順與威海衛設立海軍基地的重要性、指許景澄的分析雖有見地，但膠州灣畢竟離京師較遠：「自來設防之法先近後遠。旅順與大沽犄角對峙，形勢所在，必須先行下手」，而至旅順防務完成後若還有餘力「方可議辦距直千三百餘里之膠州」。另外李鴻章也提到膠州灣的海軍基地建設花費太大，按琅威理計算需要數百萬兩，因此儘管有其重要性，在當前旅順建設竣工前難以兼顧。李鴻章建議，為防止若敵軍佔領膠州灣、威脅到京師此類不得己的情況，可以先由山東巡撫衙門撥調數營駐紮於南岸陳家島、北岸坦島、西岸黃島，待經費充足後再購入火炮、修築炮台。在李鴻章的安排下，膠州灣的防務建設工作持續被擱置，一直到1891年4月其與北洋海軍幫辦大臣、山東巡撫張曜在旅順檢閱完海軍後至膠州灣巡視才被重提，兩人奏請於煙台、膠州修築少量炮台、調兵駐守，由於當時海軍衙門已無款可撥，故以山東海防捐支應，此議於6月14日由光緒皇帝批准，正式開始了膠澳設防工作。
1892年秋，登州鎮總兵章高元率領4營軍隊進駐膠州灣口東側青島口一帶。章高元到任後，於青島村天后宮東側設置總兵衙門，於青島及團島等第修建土壘，設青島、坦島、團島三處炮台、兵營嵩武左營、嵩武右營、驤武前營、嵩武中營、炮隊營（又名廣武中營）、水雷營、電報局、郵局，又以旅順船廠的鐵材修築了南海棧橋，供軍隊使用。甲午戰爭後，由於北洋艦隊全軍覆沒，同時也失去了旅順、威海等基地，清政府決定優先青島軍港的建設工作以補充港口的缺乏，而1896年底德國所提出的要求使清政府從而加速建設工作。1897年2月，決定把膠州灣建為軍港，還向德、英國訂購軍港裝備和軍艦，如8艘快船、魚雷艇等，然而這些準備直到後來「膠州灣事件」發生前僅處於紙上談兵階段，除章高元部的少量工事外其餘建設極為敷衍，遠未達可用於防禦的標準。

### 外交活動
為爭取列強支持、默許佔領膠州灣，德國實施了相應的外交佈署，據其政府估計：英國不會對此事反對、法國方面可能有些障礙，但其勢力圈遠在越南東京，與膠州灣相距甚遠，因此主要的說服對象為俄國。俄國很早就對膠州灣此一不凍港灣懷有野心，以往俄國太平洋艦隊因母港海參崴會在冬季結冰而常前往停泊於日本港口，然而「三國干涉事件」後日俄矛盾尖銳起來，艦隊不再便於前往日本海港，故1895年11月俄國便向中國索要在膠州灣過冬的特權，至今，俄國艦隊已連續兩年在此過冬，並衍生其「優先權」一說，按俄駐華署理公使巴甫洛夫說法：「若中國政府能堅持拒絕其他國家艦隊停泊膠州灣，俄國就維持這種現狀，但若中國決定將此港開放給其他外國軍艦或商船，俄國則堅決要求在膠州灣有優先權」。德國懷疑中俄之間是否簽署密約，使後者已實質獲取膠州灣，但1896年2月1日馬沙爾從許景澄處得知僅一年而非永久，又從李鴻章處得知俄國對該港並無任何權力，僅是提供其停泊數月等。為與俄國達成交易，威廉二世決定親自探明俄方態度，於1897年8月7日至11日與首相霍恩洛厄與外交大臣比洛訪俄，就膠州灣問題與沙皇尼古拉二世進行談判，兩人談話記錄稱：
對於德國皇帝陛下的問題，俄國對膠州灣是否有所企圖，俄國皇帝陛下答稱，事實上俄國所關心的是，在它還沒有獲得更北一點的海港之前，它要保證自己在上述海灣的入口。 對於德國皇帝的問題，假使德國船隻在必要時，並且獲得俄國海軍當局的同意以後在膠州灣停泊，尼古拉皇帝是否認為有所不便，俄國皇帝陛下答稱，沒有。
參加會談的俄國外交大臣米哈伊爾·尼古拉耶維奇·穆拉維約夫表示：「俄殊無意始終保有膠州灣，但亦不能聲明何時可由該灣撤退，斥退後甚願該港為德國所有。」即尼古拉二世不反對德國進入膠州灣，但表示在獲得更北一點的海港前仍需保有自己在膠州灣的權力，其於該港的「優先權」的期限並不確定，德艦在進入膠州灣時也需要俄國海軍當局的同意。

## 佔領膠州灣

### 出兵
1897年10月30日，德國公使訪問湖北、湖南總督張之洞，當「鸕鷀號」無防護巡洋艦護送海靖靠著陸橋登陸位於漢口對岸的武昌時，艦上水兵被當地約500名中國民眾投擲石塊攻擊，數名船員受輕傷，是為「武昌事件」。海靖向張之洞提出抗議，並向棣德利發出電報，後者立即試圖以此事件作為佔領膠州灣的藉口，因病休息的克諾爾之代理人漢斯·馮·克斯特上將則諮詢比洛與鐵必制的意見，前者畏懼遭到俄國反對，後者則擔憂議案遭到否決，因此兩人皆說服科斯特放棄擴大事件，轉而接受海靖要求中國政府道歉並承辦滋事者的方案。棣德利見此唯恐錯過機會，再次要求立即採取行動，並指示皇帝號代理艦長奧托·馮·布爾斯基（Otto von Burski）與「威廉王妃號」巡洋艦艦長阿道夫·蒂勒準備攻擊膠州灣，但柏林沒有給予回覆。
11月6日，棣德利收到海靖的消息：德國傳教士能方濟與韩理加略於11月1日在山東曹州府巨野縣被中國「大刀會」殺害，是為「曹州教案」（或稱「山東教案」、「巨野教案」），清廷因對德國的屢次要求的企圖而有所警覺，故為不給予其口實而要求地方迅速破案，事件隔天便開展搜捕行動、抓獲40多人，在5至6日內即確認了3名主犯，然而中方的迅速措施並未阻止德國的海軍行動，棣德利再次請求政府同意對膠州灣發起行動，霍恩洛厄雖力求謹慎，但威廉二世已決定行動，在給比洛的電報中寫道：「華人終究給我們提供了您的前任者——馬沙爾——好久所期待的理由與事件。我決定立刻動手。因為根據從東亞旅行回國的人所作的書面或口頭的報告，毫無疑問，我們現正站在一個增強我們整個威信勢力及商業發展的轉折點。華人及那邊歐洲人士的視線都集中於我們身上。每一個人正問我們是否將再容忍下去呢或是不容忍。」基於前述訪俄獲「德艦應取得俄海軍當局同意」之理由，威廉二世致電尼古拉二世：「中國人不久以前突然進攻在我個人保護下的在山東的德國天主教教會，並且完全是殺害及搶劫。我一定要依照我國在彼得荷夫宮的私人談話來懲罰這些中國人。我相信您會贊成我的艦隊進攻膠州，以便由此據點向劫掠者行動。這是唯一合適的港口。」。隔日尼古拉二世覆電：「余對閣下派艦隊前赴膠州之命令既不能贊同，亦不能反對，因余不久以前，始悉該港於1895年與1896年間之冬季，不過暫時歸俄國掌管而已。」，隨後威廉二世致電棣德利：「全部艦隊立即開往膠州，佔領合適的據點和村莊，而且以您認為最好的方式，使用最大的可能的力量，堅決去獲取最充分的滿足。」
11月8日，「東亞分艦隊」司令棣德利收到威廉二世發出的行動命令，但因為眼下僅有「皇帝號」鐵甲艦與「威廉王妃號」可用，巡洋艦「鸕鶿號」此時正從武昌順長江而下，距離上海還有數日的航程、護衛艦「阿科纳号」正在上海進行年度檢修、「伊倫娜號」則還有更多作業未完成。棣德利認為必須等到其麾下所有船艦到齊後再實行佔領，儘管中方海軍在甲午戰爭中被重創，但仍保有數艘巡洋艦，以及頗具威脅的210公釐岸防炮和魚雷艇，對於缺乏友好港口來維修損傷以及受限於國際法禁用中立國設施的德軍艦隊而言不可不慎。棣德利分別採取下列措施：一、命令各艦艦長盡快完成各自任務後，獨自前往膠州灣；二、為防止列強干預或引起中方增兵青島，棣德利在準備出海時並未發表對「曹州教案」的看法，當《華北日報》記者要求為其行動解釋時，棣德利答稱「皇帝號」將北上至膠州執行先前即宣佈的炮擊演練，而「威廉王妃號」與「鸕鶿號」將南下到三沙灣進行反海盜巡邏活動；三、為保證佔領後能向膠州灣提供補給，棣德利僱用數名翻譯，購入騾馬、設法徵收幾艘商用汽船，準備輸送煤炭、補給品和建築材料。棣德利進行備戰工作的同時，威廉二世也另外抽調四艘軍艦，由海因里希親王指揮，以隨時增援膠州灣方面，此外德國還動員了禪臣洋行等在華德商，於上海集結大量戰備物資，將其建為軍需供應地，包括糧食、煤炭、野營攻城用物、運輸工具、秘密運輸計畫等皆有詳細的準備與制定。
11月9日，回到上海的海靖要求棣德利推遲行動，前者希望能回到北京向總理衙門索賠並要求懲兇，但棣德利拒絕推延行動。11月10日，棣德利乘「皇帝號」自上海吳淞起航，為偽裝和平意圖，棣德利指示「鸕鶿號」與「威廉王妃號」晚一天才出航。另一方面，在德國國內出現政策分歧，以霍恩洛厄為首、海軍大臣鐵必制、艾林波等擔心出兵將引發俄英兩國抗議以及對華戰爭，威廉二世於11日向吳淞德軍電台拍發電報，稱「如果中國滿足了德國的要求，就取消軍事行動」，但棣德利並未收到此命令，這段臨時叫停的細節常為膠州灣事件的歷史研究所忽略。在海上，棣德利召集各艦長於旗艦會談，「皇帝號」艦長蔡耶提議將行動延至16日以留給海靖談判機會、副官海軍上尉安孟（von Amon）建議於15日（星期一）行動，以避免在安息日作戰，而棣德利將時間定於14日。當天上午10點40分，「威廉王妃號」與「鸕鶿號」離開吳淞，向南航行，直到遠離陸地視界後轉而北上。11月12日，兩艦與「皇帝號」會合。三艘船將排成一列航行，旗艦殿後，吃水最淺的「鸕鶿號」將駛入膠州灣，以為登陸部隊提供近岸炮擊支援。

### 登陸佔領

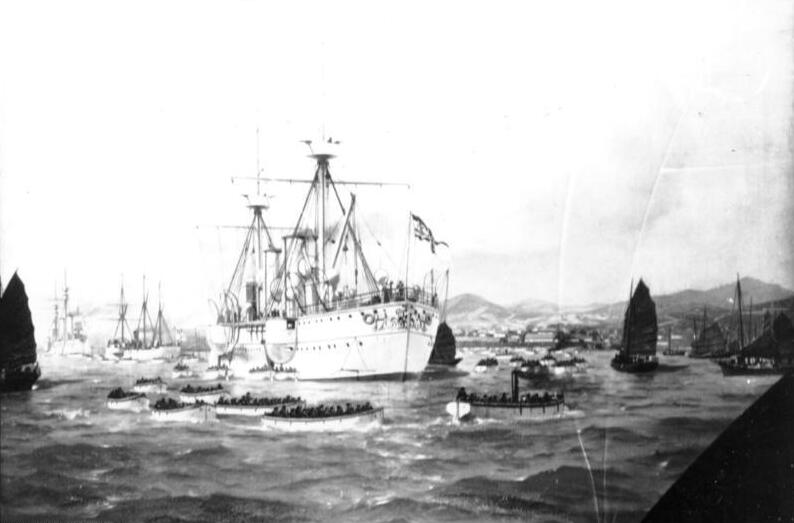
德軍登陸艦隊，領頭的是吃水最淺的「鸕鷀號」巡洋艦。

11月13日，德軍抵達膠州灣，棣德利發出指示，要求盡量避免戰鬥、以兵不血刃地佔領。清軍很快便發現德軍艦隊，呈報給章高元，後者派人前去探問，棣德利答稱「借地演習，進行臨時修整，很快便會離開」（一說稱「來此遊歷」），也有說法稱章高元因此前俄國艦隊停泊膠州灣的先例、德國以往對華「友好」、在「三國干涉還遼」事件中表現「公正」、亦或是誤認棣德利（Diederichs）為去年曾奉清政府諭令妥為接待的鐵必制（Tirpitz，有不少文獻也錯誤地將德方指揮官記為鐵必制）等諸多因素而未存戒心，甚至表示要在總兵衙門設宴招待，但被德方婉言謝絕。
當天上午，棣德利、艦隊參謀長蔡耶和數名參謀軍官登陸今棧橋一帶，查看了清軍槍械、火炮和彈藥庫等，而清軍對德方人員並無防備，還熱情接待後者到處參觀。據德方記錄，清軍約駐有3000人，其中一半駐紮於青島，另外1500人分至4個外圍堡壘和1支炮兵隊，另一組數據則為當地駐有1,600至2,000人，全青島則有約11,800人，而棣德利手下官兵全員不足1000人。儘管人數居於劣勢，德軍的武器裝備水準遠勝清軍，前者裝備的是現代化毛瑟步槍、8公釐機槍、37公釐野戰炮和數門50至75公釐火炮，後者用的則是過時的M/71燧發獵槍，且大都生鏽、難成戰力，另外還有5門150公釐加農炮與10餘門輕型野戰炮。棣德利注意到守軍的火藥儲備，內部只有幾個小桶子和木箱，裝著「價值存疑」的散裝彈藥，而堡壘四周的溝渠很淺、土牆也經不起「皇帝號」260公釐與「威廉王妃號」150公釐艦炮的轟炸。基於上述，棣德利認定清軍對德軍即將發起的攻擊毫無警覺，需要留意的僅有當地14門1870年代建造的8公分口徑克虜伯大炮組成的炮台群，唯其射程也僅1500公尺，雖對德軍艦隊不構成威脅，但此時清軍炮口仍指向著預定的登陸地點，因此棣德利修改計畫，讓部隊直接在碼頭上登陸。晚上，德國艦隊開始進行佔領前的佈署，「皇帝號」與「威廉王妃號」留在今小青島附近的外錨地，準備在遭到抵抗時炮擊沿岸的總兵衙門、兵營和炮台，「鸕鷀號」則駛出膠州灣，停於馬蹄礁，預備佔領小鮑島的軍火庫和軍械庫，並從背後進行包抄。
11月14日清晨，德軍艦隊主力部隊開始登陸，首先是「鸕鷀號」駛入灣內，將清軍堡壘與彈藥庫納入在其105公釐艦炮射程內，而三艘軍艦放下各自的小艇在尚未散去的晨霧掩護下運載士兵，搶先登陸佔領了清軍後海營房和相鄰的彈藥庫。「鸕鷀號」部成功後，棣德利於上午7點下令發起總登陸，共3名軍官、77名士官和610名士兵，登陸後的德軍迅速佔領清軍軍火庫、電報局、棧橋、炮台和高地，上午11點安孟與兩名副官和翻譯夏禮輔拜會章高元，提交要求清軍限期三小時內全部撤出的最後通牒：「膠州一地，限三點鐘將駐防兵勇全行退出女姑口、嶗山以外，只允帶火槍一車，其餘軍火炮位概不準帶，以四十八點鐘退清為限，過此即當敵軍辦理。」章高元見此親自前去會見棣德利，稱：「未奉本國公文，礙難撤離，反覆求請緩撤」，但棣德利嚴詞拒絕：「灣頭的炮台與槍械彈藥庫已為德軍佔領，已令做好準備，一旦開炮，即全殲汝之部隊，若再延遲，決不寬宥」。章高元認為缺少彈藥、若爆發戰鬥並無把握、未獲得明確命令，若兵端自其而開將受管理不善的罪名因此於14日下午3點命令部隊暫退至附近的四方村一帶，以「扼要據守」、「候旨遵守」，但棣德利又發布佈告：「宣言佔領膠州灣及其附近一切海島與屬地」。16日，200餘名德軍又至四方村的清軍駐地逼令其再退，還侮辱其兵、毀壞清軍數十支槍枝，儘管清兵極其憤愾，但章命令各營營官嚴加約束士兵以控制局勢。16日傍晚，章高元接獲清廷「不可先行開炮」的電旨（見下節），又率軍退至10餘里外的滄口駐紮。
棣德利在佔領當天下午3點即致電海軍總司令部報告已完成佔領，而15日威廉二世即召開首相、海軍總司令、海軍大臣、外交副大臣等人參加的膠州灣專題會議，並決議：一、計劃永久佔領該灣；二、進可能在五六日內設法證實歐洲列強特別是俄國對我們永久佔領膠州是否反對或準備為難；三、如果以上為非，應立刻調集1200人的殖民軍進駐膠澳，並將再派遣數艘軍艦；四、在歐洲政治局面澄清前需保持秘密；五、為防止中國對德作戰（無論是正式或非正式），膠澳應在佔領的同時保留中國對其的主權，也許以永久租借的形式；六、向中國盡量提高要求，以使其無法履行，方能有理繼續佔領。

### 清廷做出撤出膠澳之決定

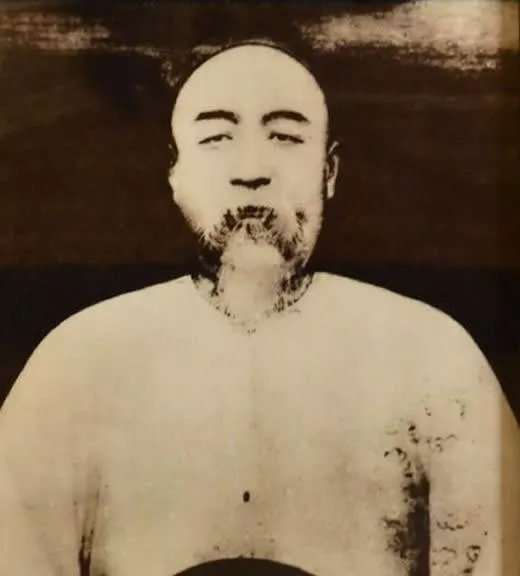
清政府主戰派代表山東巡撫李秉衡

事發當日，章高元便數次發出急電至北洋總督王文韶與山東巡撫李秉衡與請示行動，前者復電「隊伍暫住青島附近扼要據守，目前只好如此」，後者則主張武裝抵抗，於15日回覆章高元，稱德方「藉端尋釁，斷非口舌所能了，尊處回營務須堅諭勿動」、「德既挖溝架炮，構釁已成，非力戰不可，貴軍暫退四方村據守請戰甚是」。同日，李秉衡又致電總理衙門，認為德方此舉圖謀已久，即使未發生教案必定也以其他藉口行動，他建議總理衙門派遣官員德國公使「理論」，若德方拒不撤兵，「則釁自彼開，非與之決戰不可」，並請求調撥軍隊前往膠州灣，包括登州總兵夏辛酉統領部各營與請曹州總兵萬榮齋就地徵募5營兵力。
清政府內部爭論非常激烈，總理衙門認為德軍登陸為針對巨野教案的「藉端恫嚇」之舉，命令李秉衡加緊辦理教案審理工作。恭親王奕訢下令調兵備戰，並召見海靖以要求德方撤軍，但該人事前便已離京，另外也派遣許景澄向德國外交部詢問德方登陸的意圖、與之理論其「殊違公法」的行為。然而與此同時政府內多數樞臣認為中國不堪與德一戰，並且認為其他列強不會坐視不管，強調透過「以夷制夷」處理此事（見下節）。16日，軍機處回覆拒絕了李秉衡請戰要求，表示：「德國圖佔海口，蓄謀已久。此時特藉巨野一案而起，度其情勢，萬無遽行開仗之理，惟有鎮靜嚴扎，任期恫喝，不為所動，斷不可自行開炮，致釁自我開。」17日又以更堅決的語氣回覆李秉衡：「敵情雖橫，朝廷決不動兵，此時辦法，總以杜後患為主，若輕言決戰，立啟兵端，必致震動海疆，貽誤大局，試問將來如何收束耶？」，為控制局勢，山東沿海各營暫歸王文韶節制、章高元與夏庚堂部隊只准於膠澳附近駐紮，「非奉諭旨不準妄動」，也不得招募新兵，以免引起德方忌戒之心。18日，章高元接獲李鴻章的密電，指示「鎮靜嚴禮，任其恫嚇，不為之動」。
19日上午9點，德軍又派百名士兵前去圍住滄口的清軍，封鎖後者的辦公處所、禁止出入，逼令其再退，而章高元因已接獲不得再退的指令而拒絕，德軍便將清軍槍枝與刀械搜去，並逼章高元前去德艦會見棣德利（一說是李鴻章要求章主動前去談判，並要求將會談詳情以密碼上報），其後章即被德軍拘留，之後又電請清政府是否把部隊移駐他處。李秉衡等主戰派對上級「顧全大局，絕不動兵」的意見極為憤愾，其於11月19日的一封回電中力陳總理衙門不抵抗政策將帶來的三種嚴重禍患：
德人當此案一出，不待查辦，即稱兵佔地，任意欺凌。現在教堂佈滿天下，一處如此，處處效尤，中國何以自立？其患一；中外交涉，全憑條約，彼無端據我要害，逐我防軍，揆其情勢，即盜案辦結後，膠澳必不肯退，此地為各國所垂涎，若竟以畀德，他國群起紛爭，條約無憑，恐各海口皆非我所得有，大局何堪設想？其患二；朝廷取將，全憑賞罰，我軍駐守之地，守將節節退避，任敵人據我營壘，封我炮火，如入無人之境，朝廷不加之罪，恐各處將領皆以不戰為顧全大局，設有戰事，誰肯為朝廷出死力？其患三。在朝廷本以不戰杜後患，衡以為戰之勝敗雖不可知，而患只在一國，不戰則各國皆思攘奪，患更不可勝言……
李秉衡認為軍事抵抗可戰勝德國的擴張，而由於清海軍無法與之匹敵，故主張動員農民對傳教士和外國人的仇恨，發動由人民和政府共同組織的大規模抗爭來對抗德軍，並認為此舉還能進一步強化清政府的合法性。然而軍機處不願既失去膠澳，又不願冒戰爭風險，要求章高元：「據理辯論，不得再退」。20日，德軍為進一步逼迫清軍退兵，派遣士兵進入膠州，命令膠州牧羅志申備大車20餘輛，聲言要收繳清軍全部槍械。回到北京的海靖則代表德國政府向中國政府提出六條賠償要求，清政府則堅持德軍應先從膠澳撤軍，海靖則拒絕（見下節）。清政府對德方先行退兵的堅持不久便難以為繼，先是22日章高元再度被德軍拘於艦上，繼續逼其退兵，後是許景澄致電總署稱海靖恃兵力蠻橫難以商議，德外交部又不肯在德國商議，且德皇已派遣其弟率艦隊增援，得知此消息後，清政府畏懼戰爭爆發，德國將進一步擴大佔領區，希望在德國增兵前盡快展開商談，放棄了不讓章高元退兵的立場。30日，軍機處下令章高元部調駐煙台，撤出膠州灣。同日，主戰派李秉衡巡撫職務為張汝梅所取代。12月1日，清軍就照會準備拔營時，德軍士兵突然發動攻擊，連開數槍，殺害清軍左營哨長守備銜千總1人、士兵4人受傷、另有兩名平民受傷（一說死亡），其餘現場清軍士兵逃跑。12月3日，德軍增援艦隊——「伊倫娜號」防護巡洋艦自香港抵達膠州灣，同日晚上6點，章高元獲釋。5日，章率部移調煙台，至此，清軍完全撤出膠澳駐防地。

### 清政府請求外國干涉未成
德軍佔領膠澳使清政府內部就是否聯合外國抗德分成聯俄與聯英日兩個派別。聯俄派以李鴻章為代表，該人早在11月21日便基於1896年的《中俄密約》，以中國政府的名義向巴甫洛夫求助，24日後者答覆俄國已自海參崴派遣艦隊至膠澳，將「問責於德國」。然而實際上德俄因膠州灣事件的發生出現裂痕，穆拉維約夫早在看到德皇致俄皇的電報後隨即致電海軍代理大臣帕維爾·彼得羅維奇·特爾托夫，要求艦隊準備開赴膠州，並在次日獲得沙皇的許可，沙皇批准其訓令之舉也與前者給威廉二世的答覆違背，且11月8日和9日穆拉維約夫又向駐柏林代表巴倫發出兩份電報，內容分別宣稱：一、俄國支持德國懲兇、俄羅斯太平洋艦隊已受令於德國艦隊進入膠州灣時也派部份艦隊到達該處，因自1895年以來俄國有投錨優先權；二、中國政府的解釋將使德國滿意，而使後者派出艦隊前往膠州沒有必要，若發生此事，俄艦隊也將進入該灣，並非參與敵對行動，而是肯定其投錨優先權，且指出若外國船隻進入中國不對外開放的海口，他國可能將援例效行。這兩封電報一方面強調俄國的「優先權」，作勢與德國爭奪，一方面以「援例效行」假意維護中國利益，實則暗示德方若支持俄國的「優先權」，亦可交換條件換取對德國的支持。
威廉二世聞訊後相當憤愾，但同時也堅信俄國不會為膠州灣與德軍作戰，11月14日，霍恩洛厄致電俄國駐德大使尼古拉·德米特里耶維奇·奧斯登-薩肯：「在斟酌您授命給我的照會以後，我並沒有忽略其重要性，我很抱歉，認為自己不能改變我們的觀點，我們的觀點可歸結如下：一切能作為任何一方對膠州灣爭執論據的聲明都發生在電報以前，在電報中尼古拉皇帝陛下聲明說，在最近的消息以後，他已完全不關心此一問題。先前的聲明，不論它們是怎樣的聲明，由皇帝此一宣言均應視為完全失效。」至此尼古拉二世親自授權穆拉維約夫電告奧斯登-薩肯：「沙皇對德國曲解其復電，甚為驚異……在外艦駛入膠州時，俄國對此禁港絕不能漠然不顧」，並要求轉電予德方。然而威廉二世態度堅定，表示俄方即使有投錨優先權也改變不了德國佔領膠州灣的決定，由於德方佔領的既定事實與強硬態度，加之特爾托夫表明膠州灣對俄國作為永久佔領的港口並不合適等因素，俄方改變態度，傾向放棄膠州灣，其後德國察覺到俄方的用意，威廉二世對尼古拉二世發表宣言指出：三國干涉事件使俄國得以將朝鮮、中國北部，包含北京與黃海內部納入勢力範圍，德國卻一無所得，而為取得俄國對德國佔領膠州灣的支持，威廉二世表示支持俄國在歐洲與亞洲的政策，若其尚無佔領中國的新港口，可使用膠州灣。至此德俄兩國對膠州灣達成共識，後者也於1897年12月14日命令艦隊開入旅順口。在前述德俄談判達成妥協的過程中，清政府並無識破俄方行動之意，還因此在26日與海靖的談判中格外強硬，然而27日便獲得俄艦隊不再前往的消息大感失望。
聯合英、日派以張之洞、劉坤一、湖南巡撫陳寶箴等人為代表，英日兩國對德國的佔領之初做出強烈反應，並調派遠東艦隊六艘軍艦匯集於吳淞口，企圖說服與施壓清政府與其對抗德俄，自強軍總辦沈敦和便從12月16日英軍將領電文中感受到若德軍佔領膠澳不還，英軍亦將佔領吳淞、長江等口岸。張之洞亦於奏中指出英國「一面逞憤於俄，一面將肆毒於我。英水師將官向自強軍總辦和言，欲入長江，自吳淞至重慶以護商，勢恐不免，川楚或未必，鎮江、吳淞危矣」。日軍參謀本部的神尾光臣與宇都宮太郎與張之洞積極接觸，稱前年的甲午戰爭兩國皆有錯誤，中日為同種同文同教之國，應聯手對抗西洋白人勢力。然而德國展開外交交涉以爭取英國和日本對其佔領行動的支持。當時英國因非洲殖民地問題與法國關係緊張，與俄國在遠東地區存在矛盾。德國佔領膠州灣未直接侵害英國利益，反而可牽制俄國。英國軍方建議與中國聯手對抗德國和俄國，實際上是為防止俄國侵入英國勢力範圍。英國輿論界反對德國侵略，擔心引發中國反抗損害其在華商業利益。德國外交大臣比洛向英國駐德大使弗蘭克·拉塞勒斯保證，德國行動無意製造糾紛或動搖中國，並強調兩國利益一致。拉塞勒斯回應，英國不反對德國佔領膠州灣，但若德國提出獨占性特權或其他國家試圖佔領中國港口，英國將採取行動保護其在華利益。德方表示在選港之爭中顧及英國利益放棄南方港口，未來遠東英俄爭霸時立場將視英國態度而定，英國最終默許德國佔領。德國洞悉日本欲向中國福建發展的意圖，這符合德國利益，便向日本表示支持，稱兩國無利害衝突，並承認日本為利益共同繼承人，且不妨礙日本進取中國計劃，於是日本不再反對德國佔領膠州灣。
事後，列強各媒體為德國的佔領提出正面積極的評價，如法國某評論稱：「德國三年前將日本從遼東驅逐出去，現在佔領了膠州灣也是分內的報酬。」、俄國《消息報》：「德國竭力主張由俄國、法國和英國佔領中國領土上其他地方，目的在於有效地抵銷德國佔領膠州所產生的影響。」、英國《北華捷報》：「目前談論關於佔領方面道義上面上的看法為時已晚，佔領膠州灣對中國政府是一次打擊，而對中國人民毫無疑問則是一大幸事。我們有把握相信，瓜分中國，或取中國土地，儘管是完全違反國際法和道義上的概念，中國人民卻是歡迎的，他們寧願要任何一個文明的政府來管轄他們，也不願受目前這一個政府的統治……（中略）中國如被列強所瓜分，這種情況看似日益可能，就中國人民目前的情況說來，即令如此，也將是一大改進。我們的論點是，不管德國人奪取膠州灣是多麼不道義，對中國人民是無所傷害的。」、英國《泰晤士報》：「德佔領膠州灣，是適當之舉，我英之對於中國，亦當以此為模範云云。」

### 簽署租約

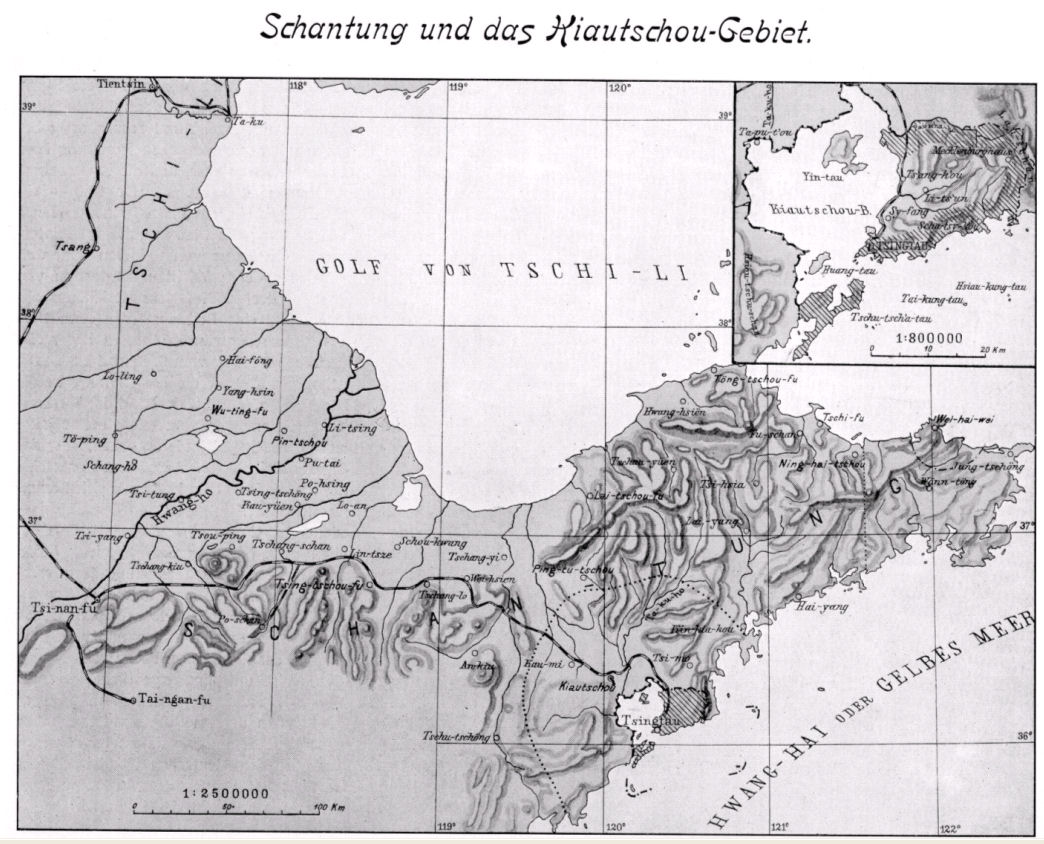
膠澳的德文地圖，圖中斜線陰影處由《膠澳租借條約》予德國租借99年，是為「膠澳租借地」。虛線內範圍則為「中立區」，名義上為中方領土，但實際控制權受限。

11月20日，清政府派出奕訢、奕劻、翁同龢、李鴻章、張䕃桓為代表同海靖談判，後者提出六項要求：一、山東巡撫李秉衡革職永不敘用。二、中國政府應賠償毀壞教堂和設置匾額保護。三、抓拿教案的犯人並懲辦，若有紳士官員在此案內應格外加重辦理，並賠償全部損失。四、中國應保證不再發生類似事件。五、山東如有開辦鐵路、礦務，先准許德商承辦。六、德國國家辦結此案費用由中國賠償。
海靖要求清政府對上述要求「全行照允辦理」，而雙方在六條談判中主要爭執聚焦於第一款和第六款，海靖就第一款持續要求重辦李秉衡，稱其「深惡洋人，所以上行下效，出此重案」，若將其革職，「永不敘用，各省自然害怕」，教案也就會少出，海靖還額外指出：「除李撫台應辦外，尚有兖沂道、巨野縣、曹縣、單縣、魚台縣、荷澤縣、鄆城縣、成武縣各縣令，均系不能保護教士，應請從重懲治。」但清政府官員多為李秉衡辯解，稱：「此案地方官總不能辭咎，我們決不回護」，「但此等事總由中國作主，……爾戰可不提」，意即指官員任免為中國內政，如何處置為朝廷自己決定，在經多次交涉後，「永不敘用」從條件中刪去，後為降調，不再提革職，由中方自行處置。第六款賠償方面，翁同龢指出中德兩國並未交戰，不應給予賠償。德方則是以賠償為藉口來逼迫清政府答應租借膠澳，海靖稱：「若膠澳租定，用費不索」、「租界劃定，兵可全撤」，儘管其他條款尚有爭執，但清政府基本答應海靖的要求。
雙方協議於12月26日擬定，由海靖將底稿送至總理衙門，29日雙方正式互換照會。然而由於海因里希親王的增援艦隊即將抵達，海靖進一步施壓清政府，於28、29、30日連續發出三份照會，稱曹州府又有群眾滋擾教士、總兵萬本華欲殺害洋人等，要求租借膠州灣，並送來「租地照會」五條。清政府唯恐海靖將教案的六條協議推翻，於29日指示新任山東巡撫張汝梅保護教民，並約束民兵。海靖另外要求將膠州灣南北兩岸至陰島地方權租給德國，而翁同龢、張䕃桓則「寧讓齊伯山，不讓陳家島」，即使其願另外購買克虜伯炮台亦被海靖所拒。1898年1月4日，海靖繞過翁同龢，改同總理衙門的奕訢、奕劻談判，並再度施壓，稱此地的租用是仍顧及兩國交情，若艦隊抵達將會另外再佔領地方，更為難中國，若不準租，不但不退兵，還會盡其兵力所能及任意侵佔，若允租也可不要中國賠償，否則盡德國兵力索賠數百萬，且當前此事未定，中國不能借用洋款，各銀行知此事未妥，亦不敢借。
最終總理衙門對海靖提出的草約給予回覆：一、租期99年改為55年（一說50年）；二、青島、膠州、女姑口三處應由中國照舊設關收稅；三、膠澳外島險灘准許德國設置浮樁，但中國船隻往來不收費；四、租期內德國不能轉租他國；五、澳內居民，德國不要攆逐。除租期縮短海靖並無答應外，其他均被接受。然而此時又傳來一消息，指一名德國士兵在即墨闖入民宅試圖強姦民女而被殺害，德國因而又藉此提出「由膠州過沂州至濟南蓋造鐵路一道」以及「在山東省內德國應先承辦商務」的要求，並強迫清政府接受，至此雙方談判基本結束。1月15日、2月1日，清政府發出諭旨公佈有關人員的懲辦，李秉衡降二級調用、調任兖沂曹濟道錫良、撤任曹州總兵萬本華、曹州府知府邵承照均革職留任；巨野縣知縣許廷瑞革職；壽張縣知縣莊洪烈查參；濟寧、荷澤、單縣、成武等州縣官分別撤調。3月6日，李鴻章、翁同龢與海靖正式簽字《膠澳租借條約》，含島嶼在內共551.5平方公里與8萬居民的膠澳地區就此淪為德國殖民地，在99年租其內德國享有完全的主權，且條約規定「先以九十九年為限」，亦指可持續延長，提供德國永續佔有的依據，且若德國日後認為膠州灣不適宜或經營失敗、而在99年期限前交還中國，後者需額外賠償其一切費用，並無條件的提供另一個更適宜的港口給德國。

## 結果

### 膠州灣租借地的經營與意義

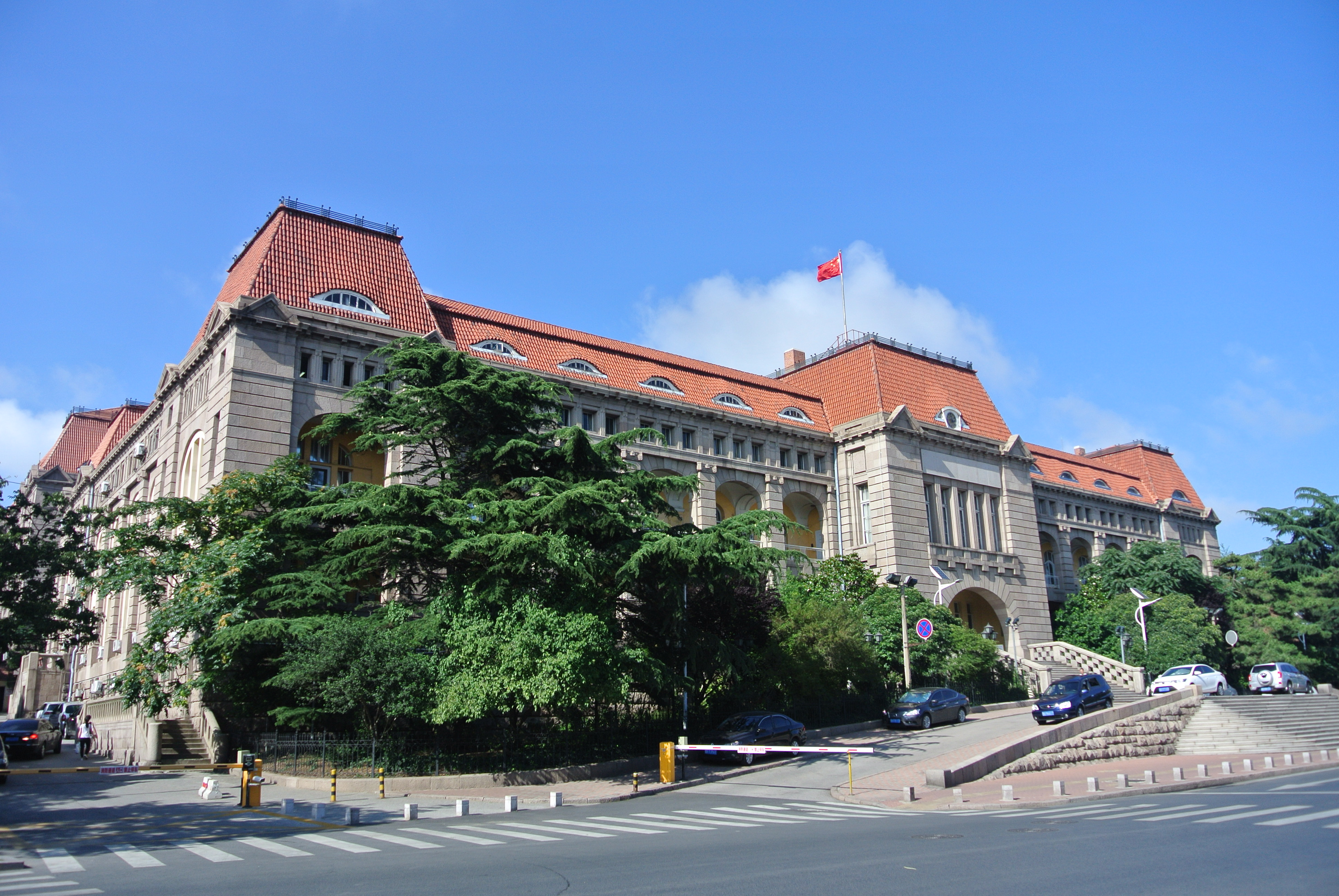
現青島德國總督府舊址，自1906年作為德軍總督府使用，後被日軍佔領作為駐軍司令部

佔領膠州灣為德國帶來多方面且利弊兼具的影響，首先其大為加強了對清朝政治與軍事的影響力，使德國更易於干涉後者內政、鎮壓當地人民反抗；國際上，德佔膠澳的存在也提高了其列強地位，將影響力從歐洲擴至遠東和太平洋地區；國內反應則呈現兩面性，一方面佔領行動的成功激起對殖民主義與海軍主義的熱潮，威廉二世也在右翼團體的支持下獲得了對抗傳統權貴集團、社會民主黨人、國會代表的資本，且海軍亦大力宣傳其行動的成功，爭取議會與國內輿論支持其進一步實施海洋戰略，也是1898年春國會能接受海軍造艦法案的重要因素。另一方面，在國會辯論中以自由思想民主黨為首的左派自由黨人對於由國家干預經濟產生的效益以及在大清實施殖民活動表示懷疑與顧慮，而以及社會民主黨人則堅決反對實施殘暴、軍事性的方式以及德國在當地行動之目的，指出這些行動只會給經濟界和商業界巨頭帶來好處。
不同於以往的德國殖民地由帝國殖民局管理，威廉二世於1898年1月27日應鐵必制請求，將膠州灣租借地置於國家海軍辦公室領導下，其租借地的人事從總督首長到基層暑員，從行政管理乃至駐軍均以海軍成員為主體：膠澳總督為最高軍政首長，下設政廳與議會機關，政廳又分作軍政和民政兩系統，前者由艦隊參謀長兼任，負責管理租借地軍務與要塞，後者則分為「管德國事宜輔政司」與「管中華事宜輔政司」兩司，負責平民管理事務，總督還另外下轄財政局、衛生局和公共工程局等機構。鐵必制亦不滿足於僅將膠州灣租借地視作軍事基地，重視發展當地的經濟，試圖將其打造為「模範殖民地」的海外商業中心，一方面能透過經營實現自養與營利，另一方面也能證明海軍的殖民地經營能力，更進一步謀取各方對海軍的支持。與其他德國殖民地相比，膠州灣在海軍部的管理下經營較有系統，發展也較為迅速，人口也持續增加，佔領初期僅6至8萬人，至1913年已有18萬7000人，為中國第六大城的繁華港都，具備下水道、自來水廠、發電廠、水電管路、柏油馬路、綠地、公園、現代化海軍船塢和浮動碼頭等，並作為遠東最衛生的港口而名聞遐邇。

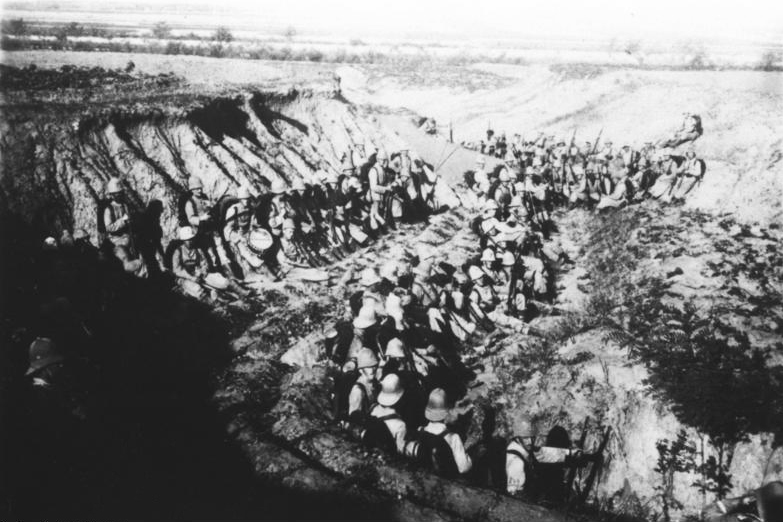
青島戰役期間，於戰壕內作戰的德國海軍陸戰營士兵。由於膠州灣租借地孤懸於遠東一隅，德國缺乏長期維持當地給養的能力，其耗費巨資興建的現代化防禦工事在遠東日英聯軍的大力圍攻下也難以為繼，最終僅抵抗三個月便全軍投降

然而無論是軍事還是經濟層面，德國在膠州灣租借地付出的成本遠高於其回報。截至1913年，德國已花費近2億金馬克用於建設當地，其中僅3600萬金馬克為當地籌得，而1898年至1909年期間每年僅營運就要花費超過1000萬金馬克。原預想以膠州作為進入中國市場的構想沒能實現，山東與長江下游（上海）、珠江三角洲（香港）和東南沿海（廈門）不同，現代加工業幾乎為零，當地居民購買力低，價格高昂的歐洲商品無法大批量銷售，而原指望能向德國如克虜伯等私有企業出售膠澳如碼頭設施、電力設備也因不受青睞而未果，至1914年德國對膠澳的出口僅220萬金馬克，而進口也僅42.5萬金馬克。在軍事戰略方面，膠州灣租借地為遠離德國本土、孤懸於遠東的一處據點，兩者之間缺乏支持其補給的必要節點，承平時期即曾發生過難以克服的維持和供應問題，而一旦與海洋強權國家開戰，來自德國本土的給養將被徹底切斷，不可能長時間抵禦敵軍的圍攻，無論德國投資與建設多少軍事設施、駐紮多少部隊均無濟於事。事實上，膠州灣事件發生後不久，社會民主黨領袖奧古斯特·倍倍爾便抨擊政府對中國的侵略政策以及預測了膠州灣將輕易落入敵人之手的結局：
在光天化日之下，率領武裝部隊佔領中國的地方，驅趕和平的中國士兵，強奪其根據地，威脅貧弱的中國政府，居然登堂入室，喧賓奪主，強迫其簽訂租借條約，此即比洛外交大臣所謂的『德意志和平政策』歟？（中略）我毫不猶豫地肯定，如佔領膠州灣作為東亞的根據地，則定會削弱我們在歐洲的戰鬥力及防禦能力。（中略）在膠州灣經營上無論投入多少錢財，無論花費多大努力，則其成熟之際，便將歸別國所領有。是即謂為他人做嫁衣裳，不能不謂是為德意志採取了愚蠢的政策。似膠州灣那樣遠離國土之地，當有事之日，將如何能夠防守。若有深謀遠慮者，則不會做出經營這種危險不安的根據地的蠢事。
1914年8月，第一次世界大戰爆發，英國與日本皆與德國進入戰爭狀態，駐紮於膠州灣基地的「東亞分艦隊」司令馬克西米連·馮·斯比因懼被困於港內而率艦隊前往大西洋，最終於同年12月8日的福克蘭群島海戰被殲滅。同年8月27日，青島戰役爆發，當地近5000名德奧聯軍官兵無法長期抵禦日英聯軍超過5萬名官兵的進攻，最終在11月7日彈盡糧絕後投降。青島戰役結束後，日本在當地實施軍事管制，在當地進行經濟掠奪和建立殖民統治，拒不撤軍、將膠澳返回中華民國。第一次世界大戰結束後，中華民國作為協約國一方的戰勝國提出收回山東之主張，然而日本欲以「二十一條」為據繼承德國山東的一切權利，並得到了其他戰勝國的默許，引發「五四運動」，中華民國代表團因而拒絕在和約上簽字。1921年11月12日，由美國總統沃倫·蓋瑪利爾·哈定召開解決太平洋和遠東問題的華盛頓會議，使「山東問題」再度被提上議程，經過3個月反覆的談判，中華民國最終收回了青島主權以及山東的權益。

### 列強對中國展開第二次瓜分

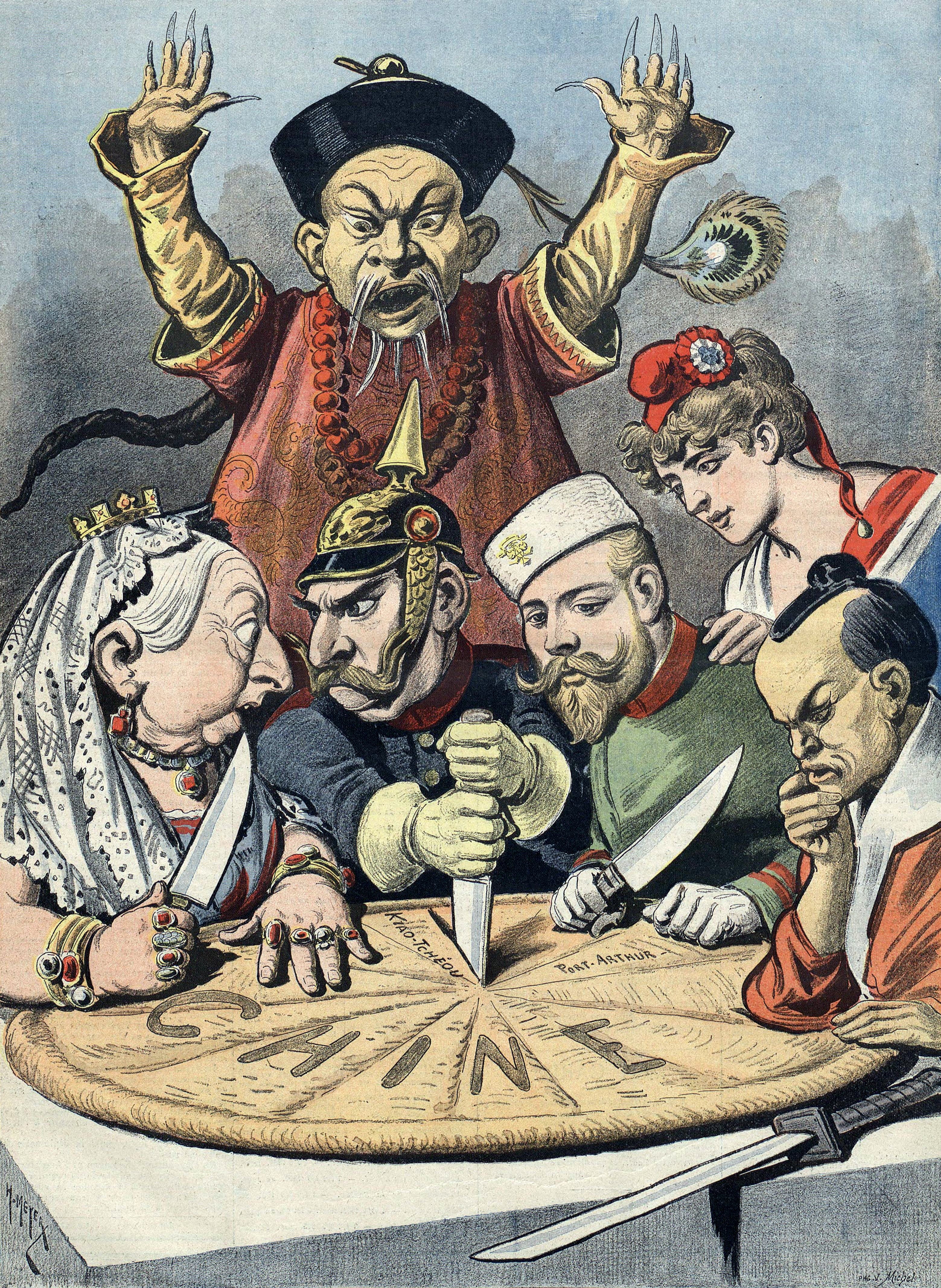
法國期刊《小日報》於德軍佔領膠州灣後三個月——1898年1月16日一期刊出描繪列強瓜分中國的漫畫（亨利·梅爾繪製）

此事件大為刺激了列強對在華利益的重視，也恐懼德國發展在華勢力威脅自身、紛紛加緊對華各處要地的控制、引發了第二次的對華瓜分浪潮。先是俄國命令太平洋艦隊於1898年12月14日開進旅順口，強迫清政府於1898年3月27日與之間簽訂《旅大租地條約》，租期25年，期滿得續商租借之，之後又取得了滿州、京漢、正太的鐵路建設權，將滿蒙與東北視為自己的勢力範圍。英國則深恐其勢力深入長江流域，向清政府締結《關內外鐵路借款合同》，以截斷俄國將滿州鐵路與京漢、正太兩鐵路連結的企圖，遏止其南下，兩國關係直至1899年簽署《英俄協定》，劃定長江流域為英國、長城以北為俄國各自的鐵路建設範圍。英國還另以抵制俄國為由提出租借威海衛，清政府認為此說「尚屬實情，並非無端圖佔」，於1898年7月1日簽訂中英《訂租威海衛專條》，同樣租期25年。1898年3月，法國也以俄德國取得租借地為由，提出租借廣州灣，並將雲南、廣西、廣東為勢力範圍之要求，還動武佔領廣州灣，清政府只得同意簽署《广州湾租界条约》，為期99年，廣州灣因此成為法國海軍基地，西南各省則成其勢力範圍。法國租借廣州灣後，英國再度以香港安全為由提出租借九龍半島、西南省份築路開礦等權益，清政府再於1898年6月9日與其簽署《展拓香港界址專條》，使九龍半島在與40餘個島嶼以99年為期租予英國。日本也在1898年4月22日向清政府提出不將福建割讓他國的要求，後者於24日表示接受，福建就此成為日本的勢力範圍。
在此一瓜分潮流中，一度促成英德兩國和解的機會。起初英國對華策略是希望維繫中國領土完整，作為一個統一的市場再以自身先進的工商業取得優勢，然而有鑑於德國佔領膠州灣後各國加速割佔中國領土，英國在華利益嚴重受到在地理位置上有著與中國比鄰優勢的俄國威脅。英國曾試圖與俄國達成遠東遏止其擴張的協議而未果，轉而以殖民大臣约瑟夫·張伯倫為首，向德國接近，財政大臣阿瑟·貝爾福也在1898年3月25日與德國駐英大使保羅·馮·哈茲菲爾德論及英德可以結盟的構想。4月1日，張伯倫再找上哈茲菲爾德，建議德國可任山東與週邊內陸地區的保護者，以其作為北方俄國與南方英國之間的緩衝區，作為回報，雙方可在殖民地問題和解。然而德國方面對此提議反應消極，德國外交部認為英國對自身敵意甚深，且英國議會也不會通過，加上鐵必制因認為殖民地爭端有助於自身繼續發展海軍的政策而反對，其同盟案遂不了了之。

### 對中國的影響
膠州灣事件是繼《馬關條約》後又一激起中國民族主義情緒的重大事件，對清末政治、思想影響深遠。清政府官員在得知膠州灣已租借給德國後，深感恥辱與憂患，代表清政府簽署租約的翁同龢即在日記中表達「以山東全省利權拱手讓之腥膻，負罪千古矣」，並將談判活動視為其一生中「最憾最辱之事，何时雪此耻耶？」並反思其應盡快實行變法、裁撤綠營與推薦人才，以及承認自己過往敷衍改革之舉。清政府統治集團因此事件矛盾加劇，分化改組，產生以光緒帝和翁同龢為首的統治階級改革派，急切地尋求新的力量推動改革事業，而另一方面，以康有為為代表的中國維新派則藉由此事大為宣傳中國陷入如印度和非洲被列強殖民的危機、提出種族存亡問題、改革舊制度必要性與急迫性，獲得輿論支持與提供光緒帝迅速實行變法的契機，最終促成1898年戊戌變法運動。
膠州灣事件也是當時中德兩國友好關係的轉捩點。此前德國因俾斯麥相對保守的政策、在華利益不多、與中國鮮有衝突等因素而受中國朝野信任、好感與崇拜，然而轉向「世界政策」、欲取得在華據點的德國在外交手段屢屢碰壁下，認識到必須以武力使中國屈服才能達成目標，並持續等待向後者炫耀武力的時機，儘管清政府在干涉還遼後對德國的要求有所警覺，但對其僅憑教案便發難、對港口進行軍事佔領仍始料未及，事件發生後，許多媒體撰稿人因此前對德國偏頗的認識，並未察覺後者永久佔領膠州灣的企圖，撰文道：「德人與中國和好，決不至於決裂如此」、不會「因一二人之命以致大動干戈」、「小題大作」等，亦或批評山東巡撫辦案不利、認為其他列強勢必加以干預。隨著時間過去，德方的企圖已明朗化，中國民間對其大力抨擊，其形象也轉為極端負面，此後大量德國的負面報導出現於報刊中，而任何東亞分艦隊的調動也刊登並揣測其意圖。
事件后德國統治下的膠澳，中國人被視為次等民族飽受歧視，其生命財產不受合理對待與保障，而《膠澳租借條約》使德國人在此經商和傳教有了保障。在義和團勃兴前，當地德人有了駐軍的支持經常欺壓當地華人，屢次引發教案衝突，德方更在此類事件中經常不問是非、動輒武力鎮壓或屠殺村民、焚燒村莊，此類種種累計的仇恨成了日後促成義和團運動爆發以及清政府支持義和團的主要原因，而此前李秉衡被解職後其繼任者張汝梅和毓賢實行的堅決抵抗政策——於1898年至1899年期間秘密地縱容反德祕密會社和民團的組建，並在一定程度上以官方立場給予公開的支持，也成了日後1899年至1900年爆發義和團運動時山東與直隸兩省份迅速發展的重要原因。中德雙方關係的惡化至八國聯軍戰爭發展到頂峰，然而隨著時間過去，德國政府發現殖民事務取得利益尚須時日，但兩國惡劣關係已使以往中德軍火貿易和德國對華軍事事務的干涉大為下降，且德國在歐洲外交中日益孤立，在遠東缺少可靠盟友又與中國交惡的情勢下，德國在當地的利益將在未來受到強烈衝擊，因此不得不修復對華關係以換取其支持，甚至在1906年和1907年提出建立德美中三國聯盟的構想，但最終未能成事。
現今每年11月14日中華人民共和國青島市內都會響起防空警報，以警醒市民膠州灣被德軍武裝侵佔、銘記其歷史。

## 註腳
1. 1 2 3 4 5  郭谦（2005年），第25页
2. 1 2  弗朗鸠斯（2016年），第206页
3. 1 2 3  杜继东（2000年），第44页
4. ↑  Ganz（1972年），第137页
5. 1 2 3  張玉法（2015年），第164页
6. 1 2 3  張玉法（2015年），第166页
7. ↑  王曾才（1993年），第168页
8. ↑  王樹槐（2015年），第154页
9. ↑  余文堂（2018年），第17页
10. ↑  石淳豪（2007年），第27页
11. ↑  方子毓（2006年），第126页
12. ↑  施丢克尔（1963年），第80页
13. 1 2 3 4  吴景平（1993年），第43-45页
14. ↑  施丢克尔（1963年），第79页
15. ↑  孙立新（2014年），第251页
16. ↑  Schrecker（1971年），第5页
17. ↑  施丢克尔（1963年），第82页
18. ↑  方子毓（2006年），第126-127页
19. ↑  刘震（2010年），第107页
20. 1 2 3  孙立新（2014年），第253页
21. ↑  董伯先（2014年），第162页
22. ↑  詹恩勝（2005年），第187页
23. ↑  杜继东（2000年），第39页
24. ↑  孙立新（2014年），第252页
25. 1 2 3  胡凯（2013年），第113-115页
26. ↑  孙立新（2014年），第255-256页
27. ↑  周惠民（1995年），第20-24页
28. ↑  孙立新（2010年），第35页
29. ↑  Gottschall（2003年），第136-137页
30. 1 2  刘善章 & 周荃（1991年），第342页
31. ↑  孙立新（2014年），第256-259页
32. ↑  Gottschall（2003年），第139-141页
33. 1 2 3 4 5 6 7 8  詹恩勝（2005年），第198-200页
34. 1 2 3 4 5 6  孙立新（2014年），第256-257页
35. 1 2 3 4 5 6  余凯思（2005年），第98-99页
36. 1 2  馬勇（2013年），第5页
37. 1 2  刘善章 & 周荃（1991年），第345页
38. ↑  贾菁菁（2020年），第56页
39. ↑  刘善章 & 周荃（1991年），第344页
40. ↑  Kelly（2011年），第120页
41. ↑  孙立新（2014年），第259页
42. 1 2  刘善章 & 周荃（1991年），第345-346页
43. 1 2 3  Kelly（2011年），第121页
44. 1 2 3 4 5  刘善章 & 周荃（1991年），第347-348页
45. ↑  Kelly（2011年），第122页
46. 1 2  詹恩勝（2005年），第202-203页
47. ↑  孙立新（2014年），第261-262页
48. 1 2 3 4  Gottschall（2003年），第142-143页
49. ↑  孙立新（2014年），第258-259页
50. 1 2 3 4  余凯思（2005年），第100页
51. ↑  相蓝欣（2003年），第62页
52. 1 2  孙立新（2014年），第254页
53. 1 2 3  吴景平（1993年），第34-41页
54. ↑  李國祁（1969年），第91页
55. ↑  陳維新（2015年），第103页
56. ↑  吴景平（1993年），第45-46页
57. ↑  李國祁（1969年），第95-97页
58. ↑  陳維新（2015年），第98页
59. ↑  李國祁（1969年），第92页
60. ↑  陳維新（2015年），第99-100页
61. ↑  詹恩勝（2005年），第204-205页
62. ↑  余凯思（2005年），第100-101页
63. 1 2 3  刘善章 & 周荃（1991年），第349-350页
64. ↑  艾玛（1994年），第39-40页
65. 1 2  陳維新（2015年），第103-104页
66. ↑  艾玛（1994年），第41-42页
67. 1 2  陳維新（2015年），第104-105页
68. 1 2  Gottschall（2003年），第143-144页
69. ↑  趙振玫（1987年），第143页
70. ↑  朱建君（2010年），第35页
71. 1 2  Gottschall（2003年），第148-149页
72. ↑  Gottschall（2003年），第150-151页
73. ↑  Gottschall（2003年），第152-153页
74. ↑  Gottschall（2003年），第154页
75. 1 2  王栋（2017年），第6-8页
76. 1 2 3 4 5 6 7  王守中（1988年），第69-72页
77. 1 2 3 4 5 6  朱建君（2010年），第36-37页
78. ↑  王继登（2012年）
79. 1 2 3 4  朱建君（2010年），第38-39页
80. ↑  王栋（2017年），第150页
81. ↑  李洁 & 刘云志（2021年），第26页
82. ↑  寿杨宾（1986年），第21页
83. ↑  邵雍（2013年），第214页
84. 1 2 3 4  青岛市档案馆（2017年），第21页
85. ↑  贾小叶（2020年），第115页
86. 1 2 3  贾小叶（2020年），第116页
87. ↑  Stephenson（2017年），Chapter 1
88. ↑  约瑟夫（1959年），第188页
89. ↑  余凯思（2005年），第104页
90. ↑  Gottschall（2003年），第155页
91. ↑  Gottschall（2003年），第156页
92. ↑  相蓝欣（2003年），第65页
93. 1 2  胡凯（2013年），第128页
94. ↑  李齊芳（2000年），第206页
95. 1 2 3 4  Gottschall（2003年），第158页
96. 1 2  余凯思（2005年），第105页
97. ↑  趙振玫（1987年），第148-149页
98. ↑  Schrecker（1971年），第34页
99. ↑  余凯思（2005年），第105-106页
100. ↑  Gottschall（2003年），第159页
101. 1 2 3 4 5  王栋（2017年），第3页
102. ↑  陆安（2001年），第57页
103. ↑  柳宾（2003年），第49页
104. 1 2 3  刘善章 & 周荃（1991年），第114页
105. ↑  孙祚民（1992年），第536页
106. ↑  山东省地方史志编纂委员会（1998年），第166页
107. ↑  郭谦（2005年），第24页
108. 1 2 3 4  Gottschall（2003年），第160页
109. 1 2  郭谦（2005年），第25-26页
110. ↑  Gottschall（2003年），第161页
111. 1 2  趙振玫（1987年），第155页
112. ↑  青岛市档案馆（2017年），第32页
113. ↑  戚海莹（2010年），第139-141页
114. ↑  王守中（1988年），第93页
115. 1 2 3 4 5  趙振玫（1987年），第155-156页
116. ↑  刘善章 & 周荃（1991年），第359页
117. ↑  青岛市档案馆（2017年），第32-35页
118. 1 2 3 4 5  朱建君（2010年），第42-43页
119. 1 2 3 4 5  吴景平（1993年），第48-49页
120. ↑  朱建君（2010年），第42页
121. 1 2  相蓝欣（2003年），第66页
122. 1 2 3  王守中（1988年），第93-94页
123. ↑  青岛市博物馆（1987年），第257-258页
124. ↑  余凯思（2005年），第116页
125. 1 2 3 4  朱建君（2010年），第44-45页
126. 1 2  青岛市档案馆（2017年），第36-37页
127. ↑  杨光（1998年），第52页
128. ↑  胡凯（2013年），第132页
129. ↑  贾小叶（2020年），第118页
130. ↑  贾小叶（2020年），第117-118页
131. 1 2  王守中（1988年），第102-103页
132. ↑  贾小叶（2020年），第120页
133. 1 2  明驥（2008年），第207-208页
134. ↑  贾小叶（2020年），第120-121页
135. 1 2  王守中（1988年），第105页
136. ↑  贾小叶（2020年），第119页
137. 1 2 3 4 5 6 7 8  王守中（1988年），第106-107页
138. ↑  朱建君（2010年），第46-47页
139. 1 2  王守中（1988年），第109-110页
140. 1 2 3 4  邵雍（2013年），第217页
141. 1 2  王守中（1988年），第113页
142. 1 2 3  胡凯（2013年），第132-133页
143. 1 2  王守中（1988年），第114页
144. 1 2  王守中（1988年），第114-115页
145. ↑  王守中（1988年），第116页
146. 1 2  青岛市档案馆（2017年），第40页
147. ↑  王守中（1988年），第117-118页
148. 1 2  王守中（1988年），第118页
149. 1 2  王守中（1988年），第119页
150. ↑  王守中（1988年），第120页
151. 1 2 3 4 5  孙立新（2014年），第266-269页
152. 1 2  石淳豪（2007年），第47-48页
153. 1 2  余凯思（2005年），第109-110页
154. ↑  石淳豪（2007年），第43页
155. 1 2  黃福得（2006年），第140-141页
156. 1 2 3  赫韋格（2021年），第99-100页
157. ↑  王玉麒（2015年），第520-521页
158. ↑  余凯思（2005年），第164页
159. ↑  青岛市档案馆（2017年），第6页
160. ↑  章騫（2013年），第91、116页
161. ↑  劉平 & 江林澤（2014年），第56页
162. ↑  章騫（2013年），第94页
163. ↑  李寶金（1997年），第135页
164. ↑  張憲文（2015年），第4页
165. ↑  孫順華（2012年），第201-205页
166. ↑  陆安（2001年），第44页
167. ↑  黃尊嚴（2004年），第91页
168. ↑  孫順華（2012年），第206页
169. ↑  胡汶本（1983年），第76页
170. 1 2  孫順華（2012年），第207页
171. ↑  王守中（1988年），第120-121页
172. ↑  徐棄郁（2011年），第201-202页
173. ↑  贾小叶（2020年），第114页
174. 1 2 3  孔祥吉（1998年），第32页
175. ↑  朱建君（2010年），第73页
176. ↑  胡凯（2013年），第135页
177. ↑  胡凯（2013年），第136-137页
178. ↑  胡凯（2013年），第139-140页
179. ↑  胡凯（2013年），第141-142页
180. ↑  胡凯（2013年），第147页
181. ↑  胡凯（2013年），第150页
182. ↑  余凯思（2005年），第116-117页
183. ↑  胡凯（2013年），第162页
184. ↑  凤凰网青岛（2021年）
185. ↑  王栋（2017年），第1页

### 圖書
- 明驥. . 臺北市: 三民書局. 2008. ISBN 9789571449043 （中文）.
- 李齊芳. . 新北市: 聯經出版公司. 2000. ISBN 9789570821659 （中文）.
- 吴景平. . 福州: 福建人民出版社. 1993. ISBN 9787211020485 （中文）.
- 相蓝欣. . 上海: 华东师范大学出版社. 2003. ISBN 9787561736173 （中文）.
- 乔治·弗朗鸠斯. . 福州: 福建教育出版社. 2016. ISBN 978-7-5334-7156-9 （中文）.
- 杜继东. . 北京: 社会科学文献出版社. 2000. ISBN 7-80149-342-7 （中文）.
- 郭谦. . 北京: 中共党史出版社. 2005. ISBN 9787801991959 （中文）.
- 约瑟夫. . 北京: 商务印书馆. 1959 （中文）.
- 朱建君. . 北京: 人民出版社. 2010. ISBN 978-7-01-009247-8 （中文）.
- 王玉麒. . 魏格林; 朱嘉明  (编). . 北京: 东方出版社. 2015. ISBN 978-7-5060-8797-1 （中文）.
- 章騫. . 濟南: 山東畫報出版社. 2013. ISBN 978-7-5474-0541-3 （中文）.
- 李寶金. . 青岛: 青岛出版社. 1997. ISBN 7-5436-1667-X （中文）.
- 張憲文. . 青岛: 青岛出版社. 2015. ISBN 978-7-5474-1455-2 （中文）.
- 孫順華. . 青岛: 青岛出版社. 2012. ISBN 978-7-5436-8459-1 （中文）.
- 陆安. . 青岛: 青岛出版社. 2001. ISBN 7-5436-1915-6 （中文）.
- 黃尊嚴. . 济南: 齐鲁书社. 2004. ISBN 7-5333-1442-5 （中文）.
- 胡汶本. . 济南: 山东人民出版社. 1983 （中文）.
- 赫韋格. . 北京: 人民出版社. 2021. ISBN 9787010224541 （中文）.
- 徐棄郁. . 北京: 新华出版社. 2011. ISBN 978-7-5011-9642-5 （中文）.
- 王守中. . 人民出版社出版发行. 1988. ISBN 978-7-01-000034-3 （中文）.
- 王樹槐. . 中央研究院近代史研究所. 2015. ISBN 978-986-04-5913-5 （中文）.
- 王曾才. . 五南圖書出版股份有限公司. 1993. ISBN 978-957-11-1393-7 （中文）.
- 張玉法. . 中央研究院近代史研究所. 2015. ISBN 978-986-04-5959-3 （中文）.
- 青島市文物局. . 青岛: 中國海洋大學出版社. 2017. ISBN 9787567013087 （中文）.
- 青岛市史志办公室 (编). . 北京: 新华出版社. 1995. ISBN 7-5011-2822-7 （中文）.
- 刘善章; 周荃 (编). . 青岛: 青岛出版社. 1991. ISBN 7-5436-0768-9 （中文）.
- 趙振玫 (编). . 北京: 中国建设出版社. 1987 （中文）.
- 施丢克尔. . 北京: 生活·读书·新知三联书店. 1963 （中文）.
- 寿杨宾. . 北京: 人民交通出版社. 1986 （中文）.
- 胡立人; 王振华 (编). . 大连: 大连出版社. 1990. ISBN 7-80555-269-X （中文）.
- 孙立新. . 北京: 商务印书馆. 2014. ISBN 9787100098755 （中文）.
- 山东省地方史志编纂委员会. . 济南: 山东人民出版社. 1998. ISBN 7-209-02290-2 （中文）.
- 邵雍. . 合肥: 合肥工业大学出版社. 2013. ISBN 978-7-5650-1244-0 （中文）.
- A. J. 艾玛. . 丁如筠  (编). . 北京: 中国社会科学出版社. 1994: 24–66. ISBN 7-5004-1452-8 （中文）.
- Schrecker, John E. . Harvard University Press. 1971 （英语）.
- Stephenson, Charles. . Pen and Sword. 2017. ISBN 978-1-5267-0294-4 （英语）.
- Ganz, Albert Harding. . Ohio State University. 1972 （英语）.
- 董伯先 (编). . 濟南: 山东大学出版社. 2014. ISBN 9787560751009 （中文）.
- 胡凯. . 上海: 上海人民出版社. 2013. ISBN 978-7-208-11784-6 （中文）.
- 周惠民. . 臺北市: 自印. 1995. ISBN 9579711852 （中文）.
- Gottschall, Terrell D. . Annapolis: Naval Institute Press. 2003. ISBN 978-1557503091 （英语）.
- 余凯思. . 济南: 山东大学出版社. 2005. ISBN 9787560729176 （中文）.
- Kelly, Patrick J. . Bloomington: Indiana University Press. 2011. ISBN 9780253355935 （英语）.
- 王栋. . 青岛: 中国海洋大学出版社. 2017. ISBN 978-7-5670-1113-7 （中文）.
- 李洁; 刘云志. . 济南: 山东画报出版社. 2021. ISBN 9787547439111 （中文）.
- 寿杨宾. . 北京: 人民交通出版社. 1986 （中文）.
- 青岛市档案馆 (编). . 青島: 青岛出版社. 2017. ISBN 9787555263203 （中文）.
- 孙祚民 (编). . 济南: 山东人民出版社. 1992. ISBN 9787209016865 （中文）.
- 山东省地方史志编纂委员会 (编). . 济南: 山东人民出版社. 1998. ISBN 7-209-02290-2 （中文）.
- 青岛市博物馆 (编). . 济南: 山东人民出版社. 1987 （中文）.

### 期刊
- 孔祥吉. . 历史研究. 1998, (5). ISSN 0459-1909 （中文）.
- 马庚存. . 安徽史学. 2004, (2). ISSN 1005-605X （中文）.
- 黃福得. . 國立政治大學歷史學報. 2006-05-01, (25). doi:10.30383/TJH.200605_(25).0004 （中文）.
- 刘平; 江林泽. . 军事历史研究. 2014, (4). ISSN 1009-3451 （中文）.
- 贾小叶. . 历史研究. 2020, (1). ISSN 0459-1909 （中文）.
- 方子毓. . 中正歷史學刊. 2006, (8). ISSN 2070-1071 （中文）.
- 石淳豪. . 史穗. 2007-04, (1) （中文）.
- 詹恩勝. . 史學研究. 2005-07, (19). ISSN 2078-483X （中文）.
- 馬勇. . 中国近代史. 2013, (11). ISSN 1001-2621 （中文）.
- 李國祁. . 中央研究院近代史研究所集刊. 1969-08, (1) （中文）.
- 余文堂. . 國史館館刊. 2018-12, (58). ISSN 1016-2933 （中文）.
- 艾玛, A. J. . 国外中国近代史研究. 1994, (第二十四辑) （中文）.
- 刘震. . 西南农业大学学报(社会科学版). 2010-06, 8 (3). ISSN 2095-8129 （中文）.
- 孙立新. . 北京师范大学学报·社会科学版. 2010, (3). ISSN 1002-0209 （中文）.
- 贾菁菁. . 史学月刊. 2020, (1). ISSN 0583-0214 （中文）.
- 陳維新. . 國立政治大學歷史學報. 2015-05-01, (43): 83–133. doi:10.30383/TJH.201505_(43).0003 （中文）.
- 柳宾. . 青岛大学师范学院学报. 2003, (1). ISSN 1006-4133 （中文）.
- 杨光. . 山东大学学报（哲学社会科学版）. 1998. ISSN 1001-9839 （中文）.
- 戚海莹. . 中国近代史及史料研究. 2010 （中文）.

### 線上
- 王继登. . 2012-10-30  [2022-02-02] （中文）.
- . 凤凰网青岛. 2021-11-10  [2024-04-07]. （原始内容存档于2024-04-07） （中文）.